# 讓愛與和平佔領中環
讓愛與和平佔領中環（英語：Occupy Central with Love and Peace，縮寫OCLP），簡稱和平佔中、佔領中環、佔中，是由香港大學法律系副教授戴耀廷、香港中文大學社會學系副教授陳健民及基督教新教牧師朱耀明於2014年9月28日起在香港發起的一場爭取普選有真正選擇的政治運動。運動於2013年初開始醞釀，提出以有限度的、非暴力的公民抗命為手段，採取佔領香港金融區中環的交通要道的方式，來爭取符合《公民權利和政治權利國際公約》，能夠公平實踐「投票權」、「參選權」和「提名權」的行政長官和立法會普選。反對人士則擔憂活動受非理性行為影響，導致可能的暴力衝突會嚴重影響香港經濟和市民日常生活。
2014年9月26日晚上，學界罷課集會演變成重奪「公民廣場」行動，揭開有限度的、非暴力的公民抗命之序幕。發起罷課及重奪「公民廣場」行動的香港專上學生聯會及學民思潮在翌日（9月27日）繼續於添美道集會，而「和平佔中」發起人戴耀廷因應當晚形勢，於9月28日凌晨1時40分宣佈正式啟動醞釀1年8個月的佔領中環，並且以佔領政府總部開始，反對香港特別行政區政府提交給全國人大常委會的2017年香港特別行政區行政長官選舉候選人提名方案，要求全國人大常委會撤回8月31日之政改決議，以及香港政府重啟政改諮詢、重交政改報告。啟動佔中後，警察在同日上午開始封鎖政府總部，令示威者無法前往添馬艦支援佔領人士，導致群眾於下午衝出夏慤道等主幹道。防暴警察在當日傍晚展開驅散行動，施放大量催淚彈鎮壓，結果激發民憤，導致示威活動在當晚蔓延至旺角及銅鑼灣等人流密集的地區，隨後更一度擴散至尖沙咀（但僅佔據3日便告失守）。
由於大量參與者以雨傘阻擋警察所使用的胡椒噴霧，而佔領旺角、銅鑼灣、尖沙咀行動均由市民自發，佔領人士不再承認「和平佔中」、學聯、學民思潮為大會，同時行動亦偏離原有模式，原先倡議的「一波又一波」抗爭行動變成長期佔據。加上由外媒使用的「雨傘革命」、「雨傘運動」名稱獲得佔領人士普遍接受，行動逐漸演變成「雨傘革命」。由於以上原因，加上佔領地不是由中環開始，因此有人認為「佔領中環」從未發生。佔中發起人之一的戴耀廷亦補充，「雨傘運動」並非由「和平佔中」發起，概念上亦有分別；於自首當日更指「雨傘運動」的出現替代了「和平佔中」，他認為佔中是否結束意義已經不大。「和平佔中」3位發起人於12月3日自首，但警方未有拘留或正式起訴；而「雨傘運動」在12月15日以銅鑼灣佔領區及立法會示威區清場作結，此前旺角佔領區在11月25至27日遭到警方清場，而添馬艦、金鐘、中環、灣仔佔領區亦在12月11日被清場，導致佔領區大幅縮小至僅餘立法會示威區。

## 背景

### 特首及立法會普選爭議
1997年，香港主權移交中華人民共和國。根據1984年簽署的《中英聯合聲明》，除了國防和外交外，香港實行一國兩制、高度自治，維持原有的立法權、行政權、獨立司法權和終審權。《香港特別行政區基本法》例明香港要以「循序漸進原則」實現普選，香港自1997年後，已產生了四屆香港特別行政區行政長官，全是選舉委員會選出。而選舉委員會的組成部分佔大多數是建制派人士，中共有影響力保證一定人士當選成為行政長官，廣大香港居民並無資格參與選舉投票，因此不少香港人和媒體稱之謂「小圈子選舉」。而自香港回歸以來，爭取普選行政長官的聲音不斷。例如根據2007年8月，港大民調顯示，支持普選的市民甚至超過一半。
2007年，全國人民代表大會常務委員會確定了香港普選時間表：香港可於2017年普選行政長官，2020年立法會全部議員可由普選產生。香港特區政府表示為落實普選，會充分考慮了市民、社會各界及立法會的意見，政務司司長林鄭月娥領導的政改諮詢專責小組現正進行政改諮詢。
對於普選方法，早於2010年，泛民主派已多次促請政府盡快諮詢。
2014年6月10日，國務院新聞辦公室發佈《「一國兩制」在香港特別行政區的實踐》白皮書，自香港主權移交17年以來單方面對「一國兩制、高度自治」作出闡釋，《白皮書》中指出香港社會有人對「一國兩制」方針政策和《基本法》 認識模糊、理解片面。“一國兩制”方針中所指的香港高度自治限度在中央授予多少權力，香港就享有多少權力，並指出在「一國兩制」中，兩制僅能「從屬」於一國，特首人選必須「愛國愛港」，特首與立法會普選制度都「必须符合國家主权、安全和發展利益，符合香港實際，兼顧社會各階層利益，體現均衡参與的原則，有利於资本主義發展，特别是要符合香港特别行政區作為直辖於中央人民政府的地方行政區域的法律地位，符合香港基本法和全國人大常委會有關决定的規定」。就《一國兩制白皮書》的發表，香港多份報章發表評論，《明報》的社論表示，中央處理香港事務由過去的寬鬆變為收緊，中央全面掌控香港事務，港區政協委員、星島新聞集團主席何柱國擁有的《星島日報》的社論則認為《白皮書》提到中央擁有對香港的「全面管治權」沒有甚麼新意，只是中央首次如此詳盡地闡釋對香港的權力，是為了打破一些人的幻想。而《蘋果日報》報道引述時事評論員林和立表示，《白皮書》是中共中央總書記習近平對國際認可的法律條文《中英聯合聲明》及《基本法》的修訂版，而新的演繹違背了鄧小平的原意，習近平這樣做也違背了國際法精神，將會使國際投資者對香港失去信心，破壞香港作為國際金融中心的地位。
2014年8月27日，全國人大常委會副秘書長李飛就政改決定草案所作的說明中再次強調，行政長官由「愛國愛港」人士擔任的原則，對於「愛國愛港」論，多位香港民主派人士均表示不滿，民主黨主席劉慧卿表示反對只有由中央挑選過的人讓大家投票選舉的。公民黨黨魁梁家傑表示，這篩選方法顯示中央不信任香港人。工黨主席李卓人說如果中央設「篩選」的話，明顯是針對香港的泛民主派，是「假普選」。香港大學法律教授陳弘毅認為，「愛國愛港」是一個政治概念，而不是法律概念，又認為香港普選應採用法律上可操作的標準和制度。
2014年8月31日，全國人大常委會正式通過決議，為2017年特首普選方法設下框架，提名委員會要按照第4任行政長官選舉委員會的規定組成，維持1200人，特首候選人規定是2至3人，每名候選人須獲得提委會過半數支持，才可以成為正式候選人，為原先1/8選委門檻的4倍；至於提委會各界別的劃分，以及每個界別內由哪些組織可以產生提委會委員，可在本地立法層面處理。泛民政黨及追求民主的香港市民對決議感到強烈不滿，直斥為「落閘」，27名泛民議員有23人表明投反對票。建制陣營就指出，落實普選後可以再完善制度，促請落實普選。佔中發起人戴耀廷形容，對話之路已走到盡頭，行動一觸即發，佔中行動會聯同各界展開抗爭。學聯亦表示會發動罷課及一波又一波的不合作運動。
有評論認為全國人大常委會以170票全票通過特首普選方法，目的似是想告訴港人，中央政府決意堅定，港人休想作出修改。特首候選人必須獲提委會一半或以上的支持，顯示中央在候選人產生的階段，已要確保不會有中央不可以接受的人參選，而不是去到最後才拒絕任命港人選出來的特首。

### 《香港基本法》關於選舉行政區行政長官的條文
|                                                    | 香港特別行政區行政長官在當地通過選舉或協商產生，由中央人民政府任命。 行政長官的產生辦法根據香港特別行政區的實際情況和循序漸進的原則而規定，最終達至由一個有廣泛代表性的提名委員會按民主程序提名後普選產生的目標。 |
| ——《中华人民共和国香港特别行政区基本法》第四十五条 | |

### 佔領中環構想提出
2013年1月，香港大學法律系副教授戴耀廷表示，若香港民眾不再施以更進一步的行動，普選的目標將會無法達到。他在1月16日投稿《信報》，以《公民抗命的最大殺傷力武器》為題，鼓勵港民及民間領袖以有限度的、非暴力的公民抗命形式表達港人自決的權利。他認為，過去港人各種爭取政治權利的真正方式，如遊行示威（主要例子是七一大遊行）、苦行、五區公投和佔領政府總部兼絕食（主要例子是2012年反對德育及國民教育科的「埋單計數，撤回課程，佔領政總」）等帶來的壓力都可能不足以令北京政府讓步，所以提議發起佔領中環行動，論述及策劃期定於2013年前半年，運動時間預計在2013年7月至2014年初夏，希望通過这次運動爭取香港的特首普選。戴耀廷指行動要以有限度的、非暴力的公民抗命方式，由示威者違法長期佔領中環要道，以癱瘓香港的政經中心，迫使北京改變立場。他又認為行動如要產生足夠的「殺傷力」，須符合數個原則，包括：

- 參與人數須過萬，因警方除非出動催淚彈和防暴隊，否則不能驅散示威者。人數越多表示政府處理行動所付的政治代價隨之增加；
- 參與者須包括社會的意見領袖，尤其是一些過去不曾違法或不屬激進的政治領袖、前任官員、宗教領袖、學者等；
- 以違法但有限度的、非暴力方式去感召廣大群眾的正義感；
- 必須持續進行以產生和累積足夠的政治能量，又或在街頭舉辦嘉年華會式的集會；
- 參與者必須在誓言書表明會承擔罪責，在行動結束後向執法部門自首，由執法部門決定是否對作出起訴；
- 必須到了最後時刻，即港人追求真普選的夢想徹底幻滅時才可使用；
- 應事先張揚，以展示組織者已開始實質部署行動，給對手產生強大的政治壓力
- 無論行動是否已付諸實行，一旦對手表明願意商討落實真普選的具體措施，行動即可結束，如對方違諾，行動可再次進行。

文章發表後隨即引發廣泛迴響，引來政界、社運界以及網民各方討論，包括計劃是否可行及實際操作方法。戴耀廷持續出席不同的研討會、訪問及交流活動等，並在聆聽各方意見後將其初稿逐步改為四部曲、五部曲及七部曲，包括萬人簽誓言書、商討日、民間電子公投、超級區議員辭職進行變相公投、合法的不合作運動、不合法但不會影響社會秩序的不合作運動，以及最終佔領中環的行動。

### 佔領中環理念緣起
2015年10月24日，佔中、雨傘運動爆發一年過後，戴耀廷發表文章，直言「佔領中環」理念是緣自民主倒梁力量發動的2013年元旦晚上的中環民主自由行。當晚群眾在中環大街小巷流竄，阻塞馬路、警察封鎖道路，「長毛」梁國雄孤身一人被數十警員包圍遞捕、控告非法集結。戴耀廷直言：「受這啟發，若有更多人佔領街道，事情發展會否不一樣呢？」「輾轉反側，公民抗命這意念浮現了出來，把原先只是單純以力脅迫的「佔領中環」，轉化為一個需要參與者承擔法律責任，以自我犧牲來喚醒人心的行動。」

## 行動策劃

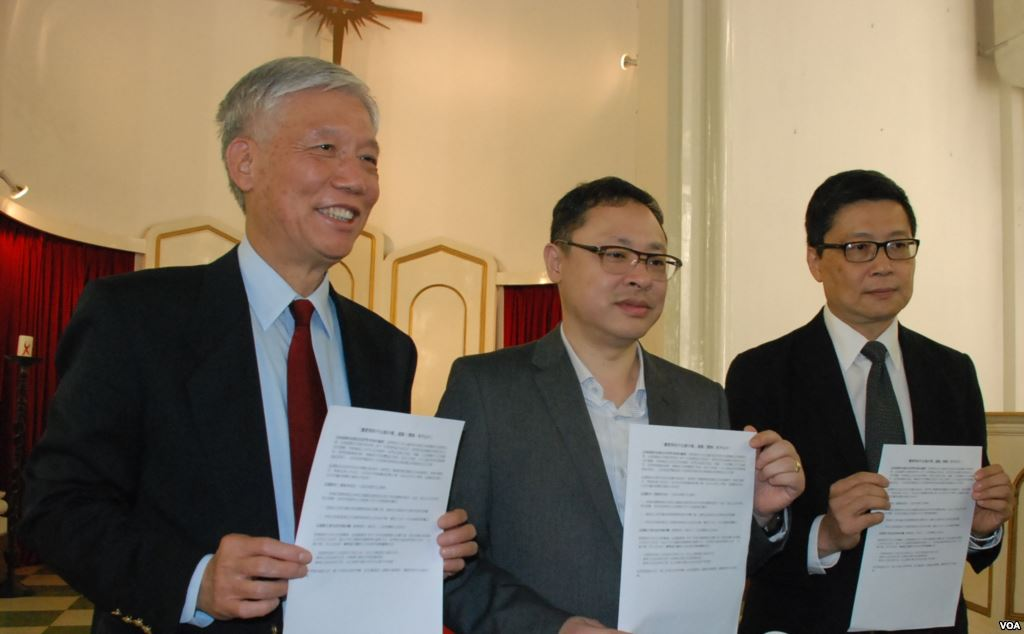
2013年3月27日讓愛與和平佔領中環記者會，左起為朱耀明、戴耀廷和陳健民 (佔中三子)

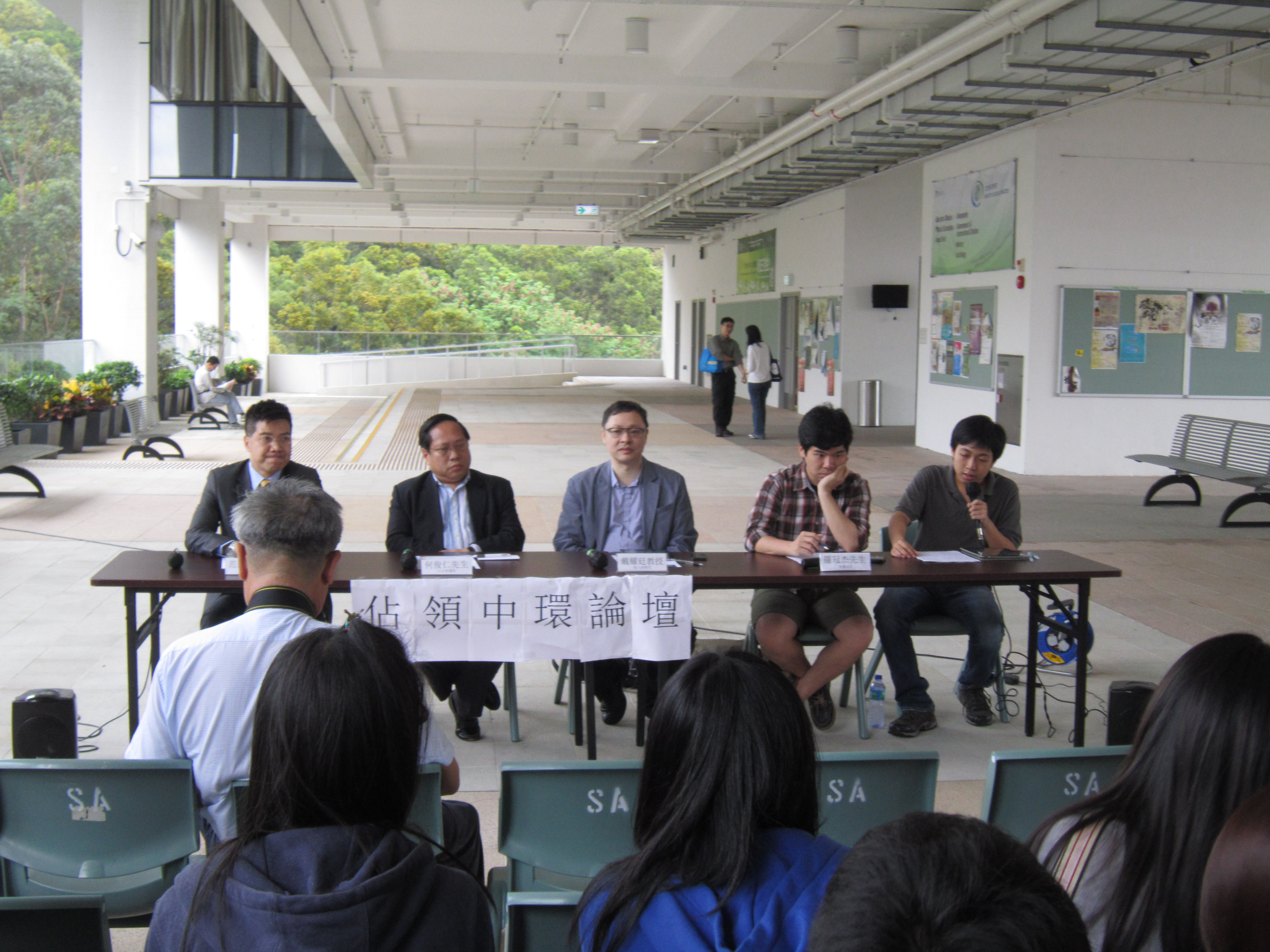
2013年4月26日於香港浸會大學舉行的佔領中環行動論壇

### 信念書發表
2013年3月27日，戴耀廷聯同中文大學社會學系副教授陳健民及牧師朱耀明，發表「讓愛與和平佔領中環」信念書，表示這個運動的目標是要爭取2017年普選特區行政長官，認為這運動的成敗取決於公民的覺醒。認同其信念者為了實踐理想而共同承擔責任。行動亦自此正式命名為「讓愛與和平佔領中環」，縮寫「和平佔中」。3位發起人強調，參與行動與否純是個人的決定。運動預計2014年7月進行，屆時他們會佔領中環主要通道，但強調不是要癱瘓中環，只是以和平非暴力方式公民抗命，爭取符合國際標準的普選方式，並表示準備失去自由。
4月28日，活動的秘書處正式成立，10名支持者也一同亮相，他們包括牧師郭乃弘、浸會大學社工系講師邵家臻、身兼教協研究部主任的中學教師張銳輝及教協電腦部副主任潘瑩明，醫生吳錦祥、律師鄧偉棕，商界蔡東豪、對沖基金經理錢志健，曾任記者現從事客戶關係業的徐少樺及來自文化界的陳慧。
第一次商討日

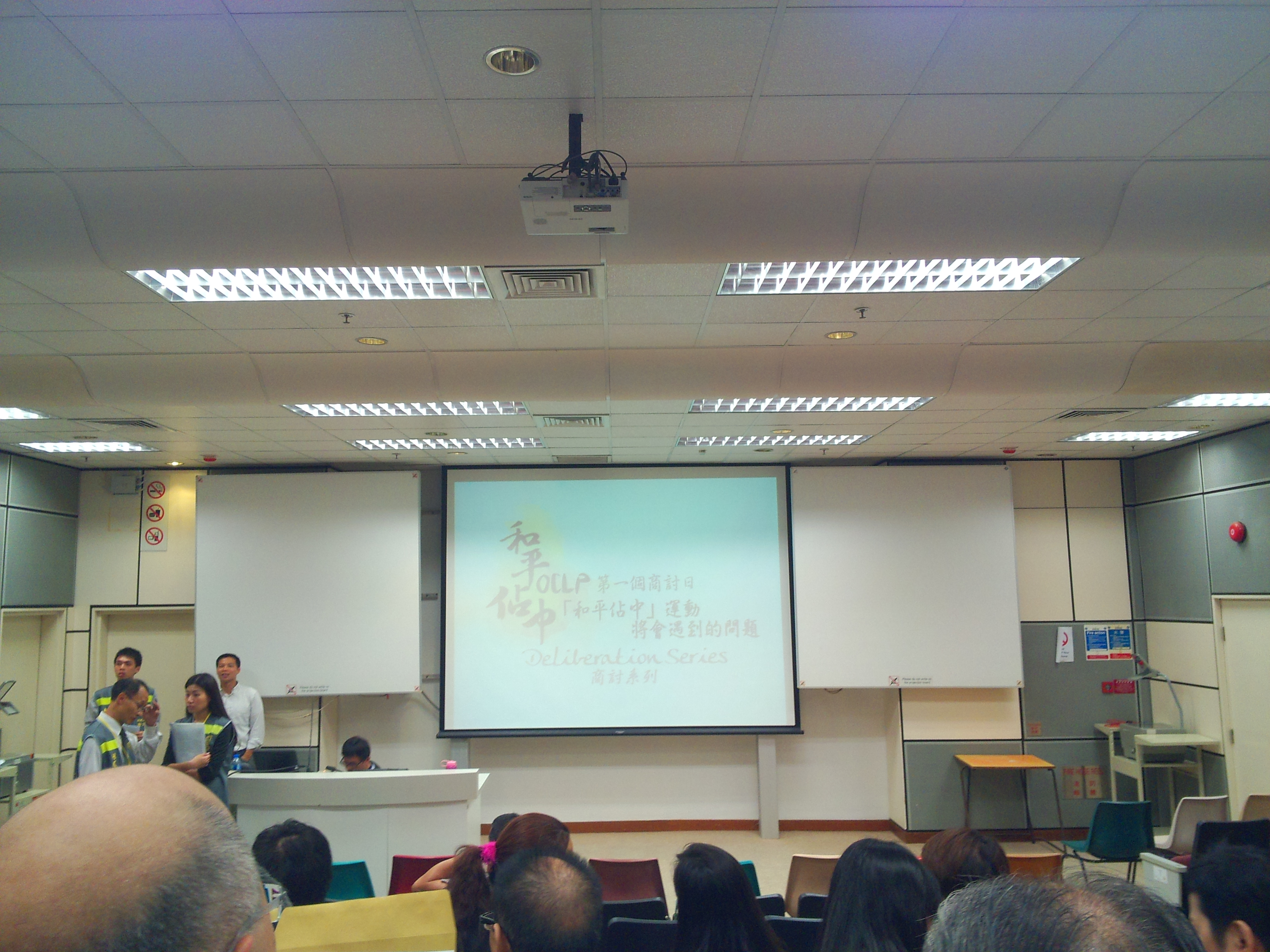
2013年6月9日於香港大學舉行的佔領中環首次商討日

2013年6月9日，「佔領中環」舉行首次商討日，約700名參與者討論佔中問題，並歸納出要加強宣傳論述、變成全民運動等七大要點，為下一階段佔中活動將滲透社區做好準備。
第二次商討日
和平佔中在2014年3月9日下午，香港中文大學康本國際學術園舉行和平佔中商討日（二）總結及前瞻大會，邀請已簽訂了和平佔中意向書的香港市民參加。鍾庭耀於大會中公布早前一項有關特首選舉原則的意見調查結果，結果顯示所有已簽署佔中意向書的市民都同意普選需要符合《公民權利及政治權利國際公約》中的「普及和平等」原則。
第三次商討日
2014年5月6日，戴耀廷等人在香港中文大學、北角等地舉行第三次佔中商討日，讓已簽署佔中意向書的市民投票選出三個普選方案，供6月22日進行全民投票。活動其收集了2508張電子選票，其中三個具有「公民提名」成份的方案獲選。被視為溫和派的方案全數落選。落選方案的提案人李志喜批評投票程序不公，表示不會參與6月22日的公投。發起人戴耀廷表示投票能顯示市民渴望「公民提名」。
| 方案             | 得票數 |      |
| ---------------- | ------ | ---- |
| 學界方案         | 1124   | 獲選 |
| 人民力量方案     | 685    | 獲選 |
| 真普聯方案       | 445    | 獲選 |
| 18學者方案       | 74     |      |
| 民促會方案（一） | 48     |      |
| 2020方案         | 43     |      |
| 湯家驊方案       | 17     |      |
| 王永平方案       | 15     |      |
| 社民連方案       | 13     |      |
| 民促會方案（二） | 12     |      |
| 戴大為方案       | 10     |      |
| 陳文敏方案       | 8      |      |
| 林立志方案       | 2      |      |
| 楊艾文方案       | 2      |      |
| 何灤生方案       | 1      |      |

2014年6月，隨著商討日三投票宣傳來的最高票數的三個方案出爐，陳日君、李柱銘等人開始發起一連七日的毅行，到全港各區宣傳6月22日公投。

### 6・22公投
2014年6月20日起，「和平佔中」與香港大學民意研究計劃發起一連10日的6・22公投，收集市民就2017年特首選舉的意見。公投容許市民以港大Popvote應用程式作電子投票，或親身到實體票站投票。電子投票由6月20日中午12時開始，於6月29日晚上9時結束；而實體票站投票則於6月22日在全港設立15個投票站，並在6月29日增至21個投票站供市民投票，其中一個投票站更設於長洲離島。
是次公投最終有超過79萬人參與。真普選聯盟的「三軌提名」（同時包括「公民提名」、「政黨提名」及「越民主越好」的「提委會提名」）方案獲得最多支持，有33萬票；學聯及學民思潮的「學界方案」（「公民提名」及立法會議員組成之「提委會提名」）則有30萬票。88%投票者（近70萬）認為，如政府方案不能讓選民有真正選擇，立法會應予否決；8%即近6萬投票者認為，在沒法改變中共所設定的提名框架下，立法會民主派議員應暫且擱下己見，讓特首普選方案通過。政府指投票無法律效力，表明「公民提名」在法律、政治和實際操作上的有種種爭議，難以落實；但補充是次公投並非如部份中央官員所言是「非法」行為，強調只是「沒有法律效力」。負責香港大學民意研究計劃的鍾庭耀博士形容，近80萬人參與「全民投票」是港人創造的歷史，意見不論對誰有利，都已被表達。

### 預演佔中
2014年7月2日凌晨，七一大遊行後由學聯及學民思潮發動、「預演佔中」的和平靜坐集會，警方則視為擾亂公眾秩序的非法集會。遊行人士在遊行終點中環遮打道集會，有示威者響應學聯號召通宵留下靜坐「佔領」遮打道一段馬路，「預演佔中」，並打算於早上8時結束集會後和平離開。警方在凌晨多次警告集會非法，直至凌晨近3時開始清場，逐一將集會人士抬走或帶走，排隊搜身後，再帶上旅遊巴載至黃竹坑警察學校臨時拘留，持續逾5個小時，共拘捕511人，當中包括立法會議員何俊仁、李卓人及梁耀忠。
2014年9月7日，華人民主書院舉辦公民抗命演練，模擬水炮清場情況，共計40人參與，包括李永達、曾健成等。

## 反佔中活動

反占中运动的象征——蓝丝带

2014年7月3日，建制派組成的「保普選反佔中」大聯盟宣佈，將在香港範圍內舉行簽名行動，讓全港市民就是否支持和平和普選，反對暴力與佔中進行表態。發言人周融稱此次签名行动并非投票，但大联盟会尽力安排，期望能獲得80万人簽名支持。
7月19日，大聯盟在全港設置了416個街站，簽名當天共收集201468份簽名表。27日，反佔中簽名已經累計收集到93萬張簽名表格。香港特首梁振英也公開表態會參與反佔中簽名行動。
8月11日，「保普選反佔中」大聯盟声称已经收集超过120万份签名；但在8月16日，大聯盟組織的「萬人跑步上中環」的馬拉松活動，只有1500人參加。
8・17遊行
8月17日，“保普选反占中大联盟”主办了“保普选、反占中”大游行。享用午餐后，游行民众从维多利亚公园出发前往中环遮打道。香港警方称逾11万人由铜锣湾集合出发参加游行，新华社电称参加游行人数达19.3万人。然而大聯盟的參加者有很多水份，記者揭發不同親共組織團體送現金來招集人士參加遊行，是耗資千萬元的維穩工程。時事評論員劉銳紹指出，大聯盟明顯是以中共的動員模式，即由上而下於各戰線動員，以組織為單位，滿足官方的政治任務。這有別於七一、六四由公民自發參與的活動；「群眾」與「公民」是不同的觀念，前者着重集體意志，個人性格變得模糊，後者則強調個人的自主與權利，現在中共有意以「群眾」取代「公民」。
佔中後援會與占中人士就在銅鑼灣開街站公開批評周融等人，引起罵戰。反占中人士辱罵占中青年為廢青，更向其投擲雜物，有雞蛋擲中了維持秩序的警員。「快必」接受記者訪問，批評周融聲稱「反暴力」，但他們就只因意見不同便向佔中人士投擲雜物，是在自我否定，證明他們才是真正暴力。

## 正式佔中
戴耀廷表示，2014年8月31日是香港民主運動及一國兩制「最黑暗的一天」，他指「和平佔中」一直希望有符合「國際標準」的普選方案，願意走盡一切的對話之路，之後才公民抗命，但「此時此刻對話之路已經走盡」。他呼籲群眾不要沉默應對，要爭取改變不公義的制度：「我們看到社會的不公義，我們不會視而不見，聽而不聞。」他亦表示，「和平佔中」將在未來兩周聯同不同學界、政黨及民間團體，推動「一波又一波」的抗爭行動，包括遊行及罷課，到適當時候便會發起全面佔領中環。但為免違法，他沒表明發動「佔中」的具體日期。雖然大局已定，但方案仍然需要在香港取得三分之二立法會議員（全體議員70名）的贊成票，當中27名民主派議員已有25人簽署宣言，承諾在立法會否決政改方案，並批評中央「背棄承諾，剝奪港人選擇權利，扼殺所有討論空間」，而他們亦會全力支持「佔中」。
「和平佔中」表示，直至全面「佔中」前，香港每個周末、周日均會發起抗議。學界團體亦表明會配合連串不合作運動，除了學聯已發起11所大專院校罷課外，2012年「反國教運動」崛起的學民思潮亦已開始籌備中學罷課，并宣称香港進入「抗爭年代」。

### 序幕

#### 拉黑布游行

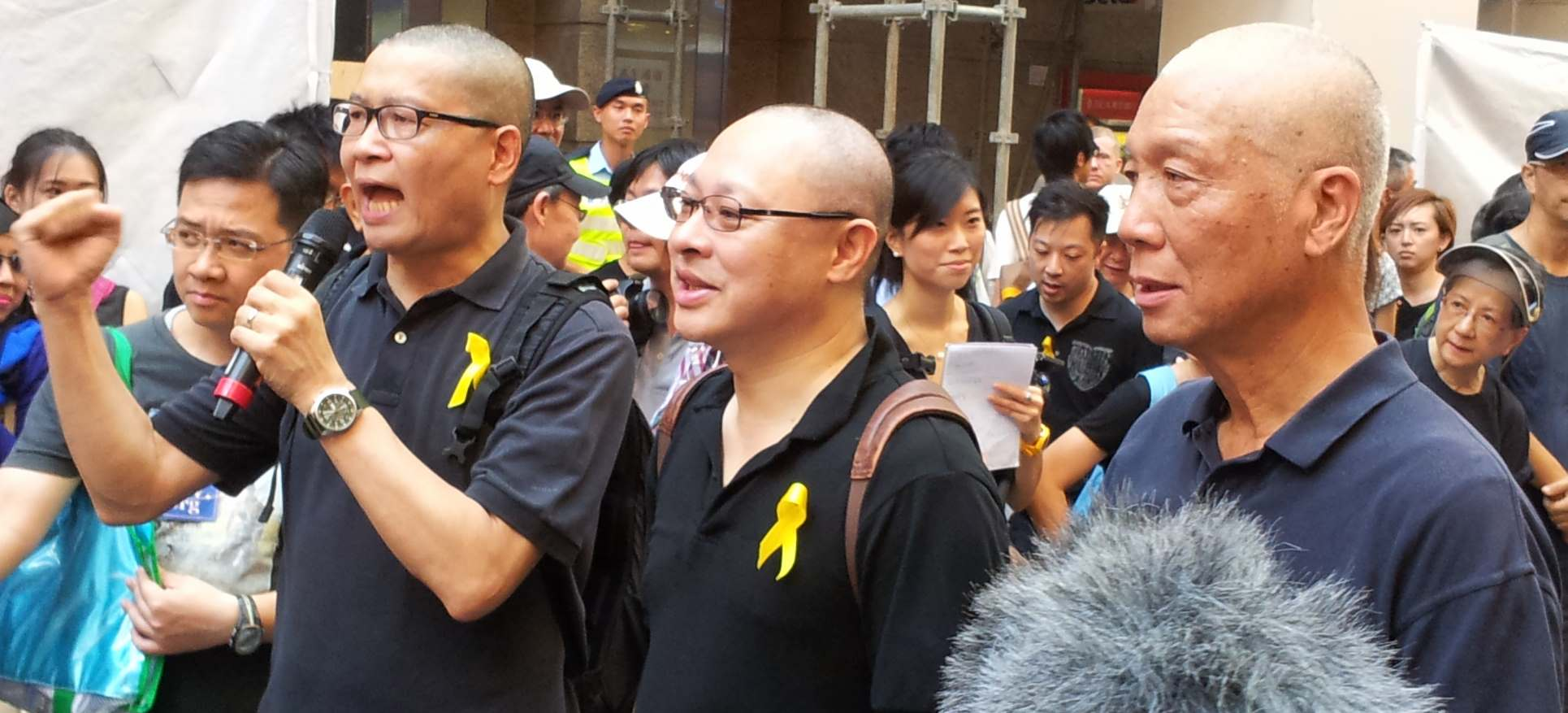
2014年9月14日左起為陳健民、戴耀廷和朱耀明在銅鑼灣準備遊行

2014年9月14日，“占领中环”行动发起黑布游行，表达对人大8月31日决定的不满及九二二学生罢课的支持。行动发起人称有4,000人参加。游行队伍最初由多名工作人员组成，他们共同拉起印有标语的黑布（全长450米），从铜锣湾出发，之后陆续有市民加入。到达目的地中环遮打道后，活动发起人进行了数十分钟的集会演讲，游行人士和平散去。

#### 學界發動罷課
香港專上學生聯會發起一連五天的「罷課不罷學」抗爭，誓爭真普選，在2014年9月22日下午於香港中文大學的百萬大道舉行啟動儀式。大會表示集會由來自全港25間大專院校13,000名師生及市民參加，創下香港有紀錄以來最大規模的罷課抗爭。罷課期間，110位現職大學教授或學者組成義教團，輪流舉辦義教講座。
學聯在罷課首天要求特首梁振英在48小時內現身回應公民提名、廢除立法會功能組別、全國人大常委會道歉並收回決定，否則問責官員下台等四大訴求。
罷課第二日，梁振英在出席星期二的行政會議前回應罷課，表示認同學生的普選訴求，希望以一人一票盡快普選行政長官，並指人大決定較現時選委會選舉的民主成份更多。罷課集會移師添馬公園、香港立法會示威區及政府總部東翼，學聯表示有4,000名罷課學生及市民參與義教講座。
罷課第三日，學聯因不滿特首扭曲學生的四大訴求，於中環鬧市發動小型遊行，宣揚罷課理念，多個民間團體聲援及市民沿途加入，約有700人參與遊行，較預計的100人為多。同日，社工復興運動亦號召180位社工或社工系學生請假罷工一天，聲援罷課學生。

### 佔領過程

#### 9月26日至27日：重奪「公民廣場」，公民抗命展開

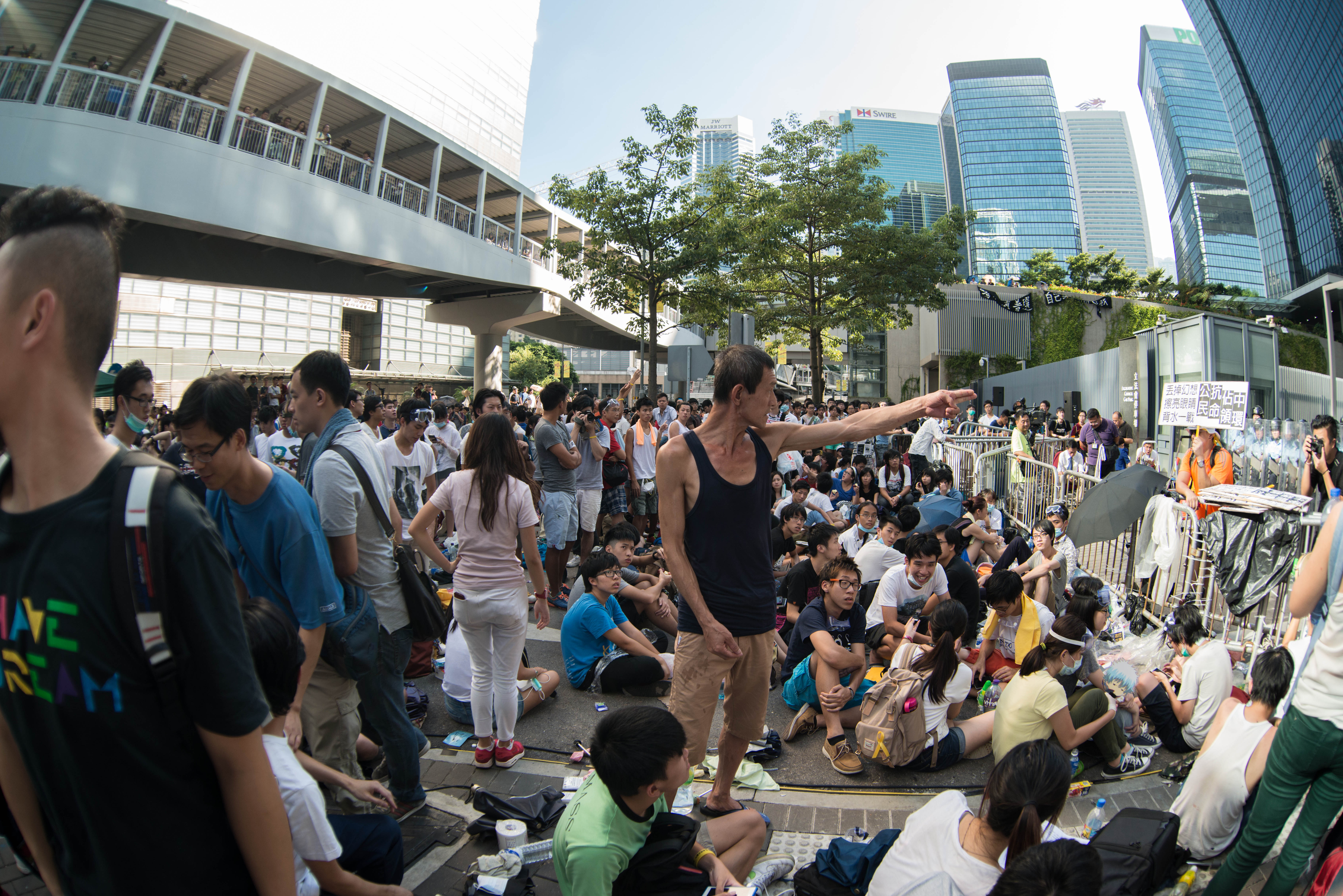
2014年9月27日，市民雲集政府總部聲援被困「公民廣場」學生

2014年9月26日晚上10時許，由香港專上學生聯會和學民思潮兩個香港學生組織主導的2014年香港學界大罷課集會結束後，學民思潮及學聯突然發動重奪「公民廣場」行動，為接下來一連串「公民抗命」行動揭開序幕。包括學民思潮召集人黃之鋒，以及學聯秘書長周永康、副秘書長岑敖暉在內的近百名學生，推開立法會停車場出入口欄桿，再攀過於8月加建的3米高圍欄，衝入政府總部東翼迴旋處（即「公民廣場」）；同時，另外約100名學生衝擊立法會綜合大樓旁的通道，嘗試包抄「公民廣場」。警方大量增援，黃之鋒被即時拘捕及鎖上手扣帶走，拘留46小時；警方又向其他在「公民廣場」或立法會大樓旁通道的示威者噴射胡椒噴霧，試圖控制場面。隨後「公民廣場」內的學生被警方徹底包圍後，靜坐於迴旋處中央的旗桿底。
9月27日上午，「公民廣場」內及旁邊的立法會停車場出入口仍有學生留守。早上7時許，大量配備長盾的防暴警察突然在立法會停車場出入口湧現、排陣，並把聚集在該出入口的學生強行推出添美道。「和平佔中」3位發起人在上午10時前趕到添美道，聲援留守的學生，被現場部份學生要求提早佔中，當時戴耀廷表示暫時沒此計劃，因為抵達現場首要目的是聲援學生，加上其他支持佔中的人士希望按原定部署進行佔中。下午1時半，警方於「公民廣場」內展開拘捕行動，模式類似7月2日的「預演佔中」，4個警察抬走1個示威者，或由2個警察帶走1個示威者。74人被拘捕，全部被綁上索帶、押上警車，送往黃竹坑警校。
當晚8時至11時，學聯、學民思潮於添美道再次發起集會，要求警方盡快釋放被捕學生。大會宣佈有5萬人參與集會；後因外圍反包圍警方的人數過多，大會把集會人數上調至8萬人。大部份被捕示威者在入夜後陸續釋放，但警方拒絕黃之鋒、周永康、岑敖暉的保釋要求，更搜查他們的住所，引起集會人士強烈不滿。3人在翌日晚上才獲得釋放，當中黃之鋒被拘留46小時，要律師替他申請「人身保護令」才能逼使警方即時釋放；而3人被釋放時，「和平佔中」已啟動20小時左右，警方亦已施放催淚彈及威脅開槍，以驅散佔領人士。

#### 9月28日：正式啟動，警方武力升級

##### 「和平佔中」正式啟動
「和平佔中」發起人戴耀廷在2014年9月28日凌晨1時40分，在位於添美道的學聯「命運自主」大台上宣布佔領中環正式啟動，並以佔領政府總部為起點。戴耀廷表示，佔中的訴求包括要求撤回人大落閘的決定，以及要求特首梁振英重新交出反映市民真實意願的政改報告，否則佔中行動將會升級。原本在場參與集會的市民，對戴耀廷突然宣佈啟動佔中運動，看法兩極化。贊成者指既然已有這麼多人齊集，發動佔中是好時機；但亦有人認為此舉騎劫了本來是學生罷課的集會。隨後，戴耀廷與學聯常務秘書鍾耀華見記者，戴耀廷表示，因為到了凌晨1時許、接近凌晨2時，「添美道比旺角更『旺』（人流密集）」，加上有很多佔中支持者出席聲援9月27日晚上學聯、學民思潮的添美道集會，並於集會結束後繼續留守，所以最後改變27日上午的決定，提早佔中。
凌晨3時，社民連主席「長毛」梁國雄分別在添美道天橋底、迴旋處、立法會有蓋示威區向群眾下跪，請求眾人不要離開，指學生自己要互相保護，又稱佔中只是名詞，「我不理誰是運動的領導，贏就一齊贏，輸就一齊輸」。
接近中午12時，學聯的音響物資送抵龍匯道，準備送入佔領區時被警方搶去及充公，立法會議員張超雄、何俊仁、劉慧卿，前立法會議員楊森及真普聯召集人鄭宇碩協助運送不果，被警方指涉嫌阻差辦公被捕，結果扣查音響器材及拘捕5人的警車遭示威者包圍，直至學聯同意放棄物資，示威者才願意放行，並重返添美道。警方也於政總四周拉出封鎖線，所有人員物資「准出不准進」。
下午1時半，警方公共關係科高級警司江敏強召開記者會，表示此次集會屬非法，呼籲香港市民不要再進入政總四周，指已封鎖添美道、龍和道、龍匯道、夏愨道、立法會道、演藝道範圍。任何公眾人士強行進入將被檢控，場內人士將被拘捕，警方重申今次是「非法集會」。可是，「和平佔中」手持警方於昨日發出的不反對通知書，批評警方公然欺騙市民，並稱現時添美道集會為合法集會，警方無權剝削集會人士的自由，並須收回不實說法。另外，學聯及學民思潮呼籲市民如未能進入公民廣場可到金鐘地鐵站聚集。
下午2時，行為藝術家歐陽東突然站在海富中心通往政府總部的天橋上企跳，消防一度打開氣墊戒備，擾攘近兩小時歐陽東由救護員以擔架送走。
下午3時38分，梁振英聯同多名局長及處長曾偉雄會見傳媒，被問會否出動催淚彈，及是否梁本人指示出動防暴隊，梁沒有正面回應，只重申政府絕對信任警方的專業判斷。他一方面聲稱「願意與任何人谈」，一方面卻指特首並沒權力「脫離」人大常委的決定來執行政改。警務處處長曾偉雄稱如有需要，「只會使用最低所需武力」。

##### 突破防線，市民佔據主幹道
同一時間，在政府總部東翼外、添美道的集會會場內，有最少2萬名集會人士；而在場外的夏慤道行人路，以及海富中心、統一中心、港鐵金鐘站一帶亦分別有過萬人聲援。下午2時40分後，在海富中心及力寶中心聚集的示威者多次要求警方開路，讓他們經海富中心天橋前往政總，但遭警方拒絕，示威者其後從不同位置衝出馬路，首先佔據夏慤道西行入紅綿路、不屬於香港4號幹線的2條行車線，防暴警察出示「停止衝擊，否則使用武力」紅旗警告。由於聚集民眾太多，防暴警察被海富中心外的佔中示威者反包圍。示威者向警方怒吼：「我跟你都是人！都會思考！政府只當你是工具，不要埋沒良心，你可以放下裝備，香港的未來你我都有份！」同時亦高叫「學生無罪，聲援學生」、「釋放黃之鋒」、「梁振英下台」等口號。此時不少示威者響應網上號召，舉著標語要求夏愨道的汽車司機慢駛。4時左右，夏愨道近政府總部行人路上的過萬名示威者從香港演藝學院外湧出，衝出夏愨道東行方向的5條行車線；最後在下午4時07分，少部份群眾從夏愨道東行線佔領帶爬入西行線，組成人鏈封鎖馬路，更多市民衝出夏愨道西行、屬於4號幹線的4條行車線，徹底佔領夏愨道並反包圍海富中心外的防暴警察，警方被逼撤退。

警察則施放胡椒噴霧驅趕示威者，他們不斷使用雨傘抵擋胡椒噴霧

隨著夏慤道全線被佔領，其他警察防線在一個多小時內即被數以萬計的示威者突破，包括中環干諾道中畢打街以東全線；灣仔軒尼詩道西段，和告士打道近演藝學院一帶；以及金鐘道東行往灣仔方向的3條行車線、紅棉路介乎夏慤道至金鐘道一小段。
市民維持秩序，讓車輛經過，並堅守和平非暴力原則。他們也強烈要求警方開路給他們到「公民廣場」外，有的士司機接受電視媒體訪問時表示，是警察影響交通，不是示威者。與此同時，逾百防暴警察築起人鏈，並以鐵馬守着夏慤道與添美道路口交界防線，示威者不斷叫喊「釋放黃之鋒，自己香港自己救」、「開路」，部份示威者推撞鐵馬，警察則施放胡椒噴霧驅趕示威者，他們不斷使用雨傘抵擋胡椒噴霧，令外國傳媒在往後數日把這次示威稱為「雨傘革命」或「雨傘運動」。

##### 驅散行動展開，警方發射催淚彈

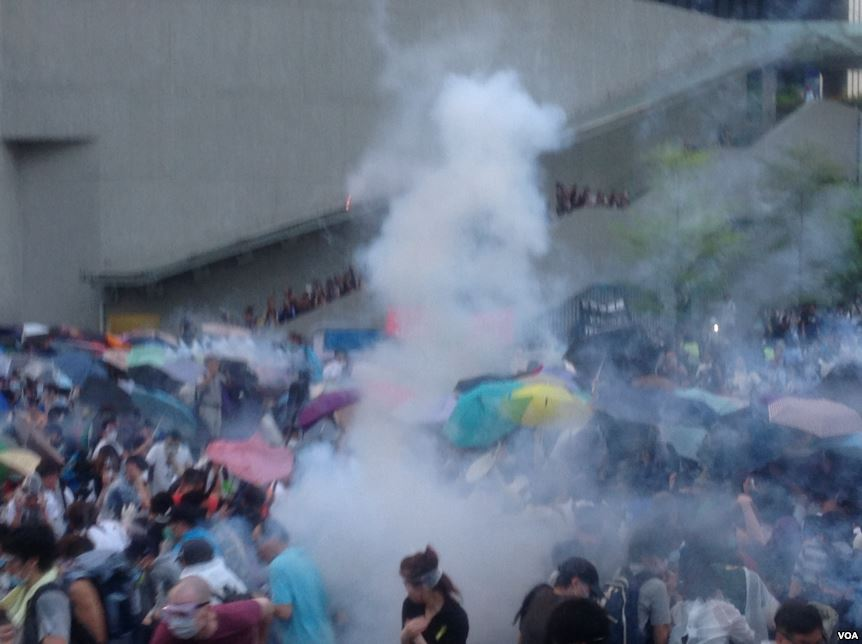
下午5時58分，防暴警察於夏慤道近添美道交界，向示威群眾發射首枚催淚彈

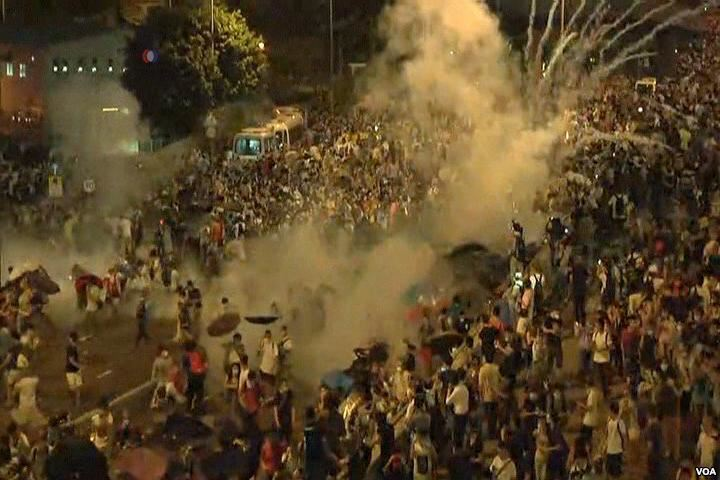
香港警方向示威者發射催淚彈

下午5時58分，防暴警察在金鐘道突然展示黑底白字的「警告催淚煙」警告旗，並於不足10秒後發射最少4枚催淚彈對付示威者。今次是繼2005年韓農反世貿騷亂後，接近9年以來警方首次以催淚彈對付示威者。爆炸聲及群眾慘叫聲此起彼落，整條夏慤道隨即煙霧彌漫，示威者掩鼻向西面中環方向後退，後更有志願者的急救站被警方施放的催淚彈擊中，占中傷者或志願者立時遷至海富中心內急救。有市民身處幾百米以外、戴着眼罩都感到刺痛，眼睛不斷流眼水。抵不住催淚氣體的示威者退守至添馬公園休息，200多人疑因吸入催淚氣體感不適，躺在草地休息。其中數百示威者走到太古廣場對出的金鐘道，佔據東行3條行車線。但亦有大批群眾待煙霧散去後，再次返回原位。施放催淚彈後，激發更多市民奔赴現場聲援。在28日的集會中，警方共施放87枚催淚彈，數目遠超韓農示威時所發射的數量（34枚催淚彈及6枚布袋彈）。
防暴警察於下午6時50分更攜帶AR-15自動步槍，高舉橙底黑字的「速離否則開槍」警告旗。有在香港演藝學院協助傷者的社工透露，警察晚上表示，所有留下的人都會被當作「暴徒」，警察已配備實彈長槍，會打手及腳。有示威者批評政府明知港人要甚麼，但一直逃避回應，又以暴力對待示威學生，令人髮指。大律師公會、記協、前線醫生聯盟及教協等多個團體譴責警方暴力鎮壓和平示威，使用過度武力。

##### 示威群眾四散至中環一帶，金鐘站封閉
晚上7時後，示威群眾愈來愈多，超過10萬人四散至中環匯豐銀行總行對出德輔道中、文華東方酒店對出干諾道中、香港大會堂對出等，佔據有關幹道，與警察展開「攻防戰」。到晚上7時20分，港鐵為配合警方鎮壓示威者和防止他們人數增加，宣布荃灣線及港島線所有列車均不停金鐘站，警察隨即乘港鐵增援，手持長盾牌等防暴裝備佈陣。
而新巴及城巴共有37條巴士路線停駛，80條巴士路線臨時停經金鐘及中環港島區。電車部份路段亦暫停服務。康樂及文化事務署亦宣佈，香港大會堂所有節目已取消，大會堂亦已暫時關閉。
其後警方晚上於多處施放催淚彈，中環、金鐘、灣仔整晚都是爆炸聲和慘叫聲，不少示威者痛哭，破口大罵「警察無恥」，有示威者舉高手要求警察放下武器，或要求警察罷工。但由於大批持槍防暴警察上前指嚇示威者，要求他們立即離開，其後示威者退至遮打花園。

##### 學聯呼籲全面撤離，發起無限期罷課
9月28日晚上10時20分，學聯因有消息指警方準備以橡膠子彈來驅散示威者，故呼籲參與示威者全面撤離，指市民「必須保留實力，擇日再會」；又要求警方不要阻礙示威者撤離，讓他們安全離開。事實上，只有傳媒拍到有長槍，並沒有傳媒拍攝到橡膠子彈。此後「和平佔中」亦作出同樣呼籲；但有大量示威者拒絕撤離，並有近千名市民分別到銅鑼灣崇光百貨外和旺角彌敦道及亞皆老街交界、匯豐銀行旺角分行外的馬路靜坐抗議。其中旺角的人數估計達4,000人，參與者在彌敦道及亞皆老街交界靜坐，他們高叫口號，張開雨傘、戴上口罩，又用保鮮紙包著臉部，以防警方稍後清場時施放胡椒噴霧，又有人爬到港鐵站出口上面圍觀。大會更稱有20至30名貨車司機用車堵塞上海街阻止警車駛入。由於太多人聚集，亞皆老街往大角咀近彌敦道全線封閉。其間更有人呼籲到區內不同地方聚集，現場所見，有20至30名警員戒備。學聯稱示威者留守與否，是他們的個人決定；若有市民在評量風險後仍願意留守，學聯會一起留守至最後一刻。學聯在呼籲撤離的同時重申，若特首梁振英在12時前仍未回應罷課時提出的四大訴求，就會發起無限期罷課。
9月29日午夜12時過後，警方再度在夏愨道與干諾道中發射多枚催淚彈，大批示威者爭相走避，將防線推至金鐘與灣仔方向。期間有示威者需要送院，但警方被指刻意妨礙救援。

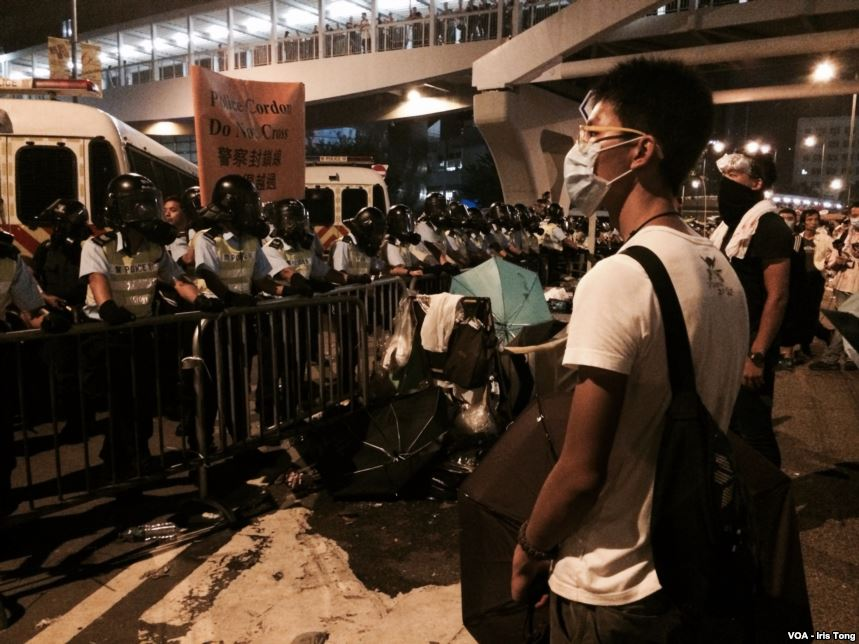
示威者與警方對峙持續

是次參與行動的警隊部門包括機場特警隊、反恐特勤隊、全數警察機動部隊和首次出動裝甲車「銳武」，動員人數超過7,000人，配備催淚槍、橡膠子彈、AR15長槍等防暴裝備；惟實際上上述僅動用主要職責為內部保安（人群管理及防暴等）任務的警察機動部隊，亦無出動裝甲車。行動中9個地點共發放87枚催淚彈。
醫管局亦啟動重大事故控制中心，擔當協調救援工作及將傷者分流到不同醫院。醫管局指當日下午4時起至晚上9時45分，共20男6女需送院治療，分別送往瑪麗醫院、律敦治醫院、東區醫院、伊利沙伯醫院及瑪嘉烈醫院。

### 後續發展：演變成「雨傘革命」
警方在9月28日黃昏開始的催淚彈驅散行動令民憤大規模爆發，導致佔領行動擴散至旺角及銅鑼灣，更於10月1日至3日期間，一度蔓延至尖沙咀；同時9月29日至10月1日更連續3晚有20萬人上街佔領。由於佔領旺角、銅鑼灣及尖沙咀行動均由市民自發，市民開始不承認「和平佔中」、學聯或學民思潮作為大會，而行動亦由「和平佔中」倡議的等待拘捕、上庭承擔罪責，及「一波又一波」的公民抗命變成長期佔領模式；加上《時代雜誌》等外國媒體陸續稱呼此佔領運動為「Umbrella Revolution」（雨傘革命）或「Umbrella Movement」（雨傘運動），而兩個稱呼均獲得集會人士接受，令行動逐漸演變成為「雨傘革命」。佔領行動持續79天，最終在12月15日以銅鑼灣佔領區及添馬艦立法會示威區被清場而作結。
戴耀廷於10月30日回應傳媒有關「佔中」自首的問題時表示，按原有公民抗命計劃，佔領道路後會被警方拘捕，但警方至今一直未採取拘捕行動，故會在適當時候自首。訪問期間，戴兩度表示「現時是雨傘運動，不是和平佔中」，又稱「佔領但不自首，等警方拘捕」亦是公民抗命方式，泛民議員和佔領者是否自首則各人自行決定。戴耀廷事後補充，希望釐清概念，因為「雨傘運動」並非由「和平佔中」發起。

## 主題曲
香港殿堂級搖滾樂隊Beyond的《海闊天空》、《光輝歲月》、《抗戰二十年》、《不再猶豫》、《長城》，改編自《孤星淚》中「社運代表作」《Do You Hear the People Sing?》的《人民之歌》、《問誰未發聲》，為雨傘運動而創作的歌曲，由何韻詩、黃耀明、葉德嫻、謝安琪及其他香港歌手主唱的《撐起雨傘》，謝安琪的《最好的時刻》、《雞蛋與羔羊》，以及電視劇《天與地》片尾曲，由林保怡、陳豪、黃德斌主唱的《年少無知》等歌曲均被視為2014年香港6.22民間全民投票、七一大遊行、學界大罷課與佔領中環、雨傘革命爭取自由民主的主題歌曲。

## 各界反應及相關言論

### 香港各界

#### 發起人
- 被問到9月28日的佔領行動，和平佔中發起人陳健民表示，現時的群眾運動是市民自發，並不從屬任何組織，證明廣泛市民支持爭取真普選。他指，為了社會利益，行政長官梁振英應下台，並重新開啟政改五部曲，才可能化解危機。同時確定10月1日「去飲」。[126]
- 針對“反佔中”運動，香港“和平佔中”秘書處發表聲明，稱“反佔中”簽名及遊行人數再多，都無法蓋過近80萬人授權“和平佔中”爭取三軌方案，以及要求立法會否決不符合國際標準的普選方案。還有人預言“佔中”已如箭在弦，最早9月9日就會上演。香港《南華早報》援引知情人士的話稱，“佔領中環行動”一旦阻塞中環商業區交通，香港警方將出動至少1/4警力應對可能出現的混亂局面，那將是2005年以來香港警方採取的最大規模行動[127]。當年世貿峰會在香港舉辦6天，警方曾出動9000名警員執勤。[128][129][130]

#### 學界
- 2013年9月17日，对于社会上有人提出以“占领中环”的方式争取普选，雷鼎鸣接受电台访问时表示，犹如自杀式袭击人士，虽然口里说是和平，但却是真正的暴力。[131]
- 曾任香港新亞書院校長兼香港中文大學副校長的學者余英時表示，中共對付香港特首普選的另一策略，是將它轉化為變相的一黨專政，正是在這種極端不公平的情況下，香港才出現了「公民抗命」、「佔領中環」的大運動，而這確實打中了香港政府官方和建制派人士的政治軟肋。公民抗命不但不是破壞政治、社會、經濟秩序的激烈行為，而且是以一種最和平、最理性、也最文明的方式促使秩序更合理化的運動。爭取特首普選，關係着香港所有公民的未來與人權、自由、生命尊嚴等等核心價值，都必須在過了公平普選這一關之後才能有着落。在缺乏任何其它有效途徑的情況之下，公民抗命、佔領中環無疑是爭取普選的最重要的手段。[132]
- 香港大学法律系教授杨艾文认为，在行动可能违反《公安条例》的非法集会条例下如戴耀廷等“占中”发起人再公布多一些具体“占中”细节内容包括“占中”时间、地点、示威的形式等，他们的呼吁便足已构成教唆他人犯罪，即使“占中”未真正发生，警方也可以煽动罪即时拘捕戴耀廷及其他发起人。[133]
- 10月4日下午，五名大學及大專院校校長（科大校長陳繁昌、理大校長唐偉章、浸大校長陳新滋、嶺大校長鄭國漢及教院校長張仁良）到金鐘夏愨道集會區探望和慰問學生，並譴責旺角發生的暴力事件，強調學生安全最為重要。[134]
- 八大校長會及多所院校連續兩日發出呼籲，希望各方保持冷靜和克制，用理性、和平的方法去解決問題。八大校長會更表示，對於過去2日在金鐘、中環一帶示威者與警方的衝突進一步升溫，尤其是因示威者與警方之間的對立，而導致有人受傷和遭逮捕，感到傷心難過，並懇請各方注意人身安全，盡快撤離現場。[135]香港城市大學校長郭位表示，支持學生以和平方式對社會的未來發展表達意見。他又指，學生在過去幾天的罷課行動中表現和平克制，校方感到欣慰，但周末期間發生的對抗場面，無助問題的解決，校方對此表示遺憾。他又呼籲各方用對話及理性手法共同為社會的未來謀取福祉。[136]
- 10月6日，公務員事務局前局長王永平等二十四名大專學者發表聲明，強調學生啟動的民主運動不是革命，訴求是推進香港民主制度和民主社會的發展，目標並非推翻政府[137]。

#### 法律界

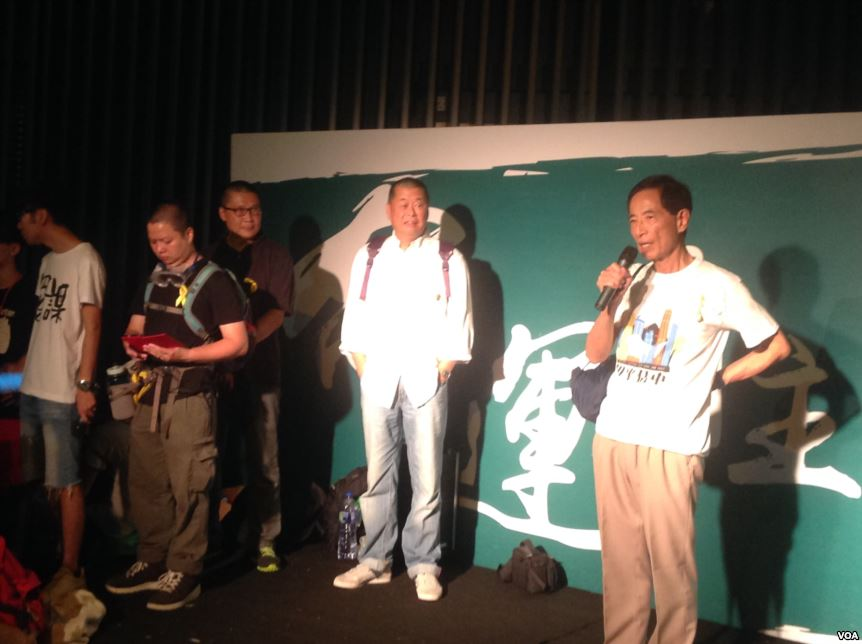
民主黨創黨主席李柱銘與壹傳媒集團主席黎智英等均到現場參與表達支持。

- 大律师陆伟雄则认为任何人士明知该行为是犯法，而呼吁别人去参与，便足已构成教唆罪，“单单叫人去‘占中’本身不一定犯法，因为发起人可以辩称叫人去中环企下或行下，不过，一旦公布行动细节，如呼吁市民到中环坐在马路上、呼吁示威者当警察驱赶时要手翘手不让警察抬走，这样就可清楚界定是违法。”[133]
- 香港大律師公會在9月29日發表聲明，譴責警方過度及使用不必要武力，對此深表遺憾，批評警方向手無寸鐵的市民使用過度或不相稱的武力，對市民不滿和沮喪的情緒火上加油。[138]
- 10月3日晚上，近500名法律界人士身穿黑衣，在高等法院外舉行燭光集會，批評政府向手無寸鐵的和平示威者施放87枚催淚彈，用過分武力對付他們，李柱銘、余若薇、吳靄儀、何俊仁等均有參與。[139]
- 基本法研究中心主席、資深大律師胡漢清認為，香港一定要維護法治，既然警方由9月28日至今都保持克制沒有執法，因此特首可頒布特赦令，然後給予48小時的通知期，最後仍然堅持不離開的人，便要果斷執法，讓香港可以恢復法治。他強調，不是建議清場或驅散，是要依法拘捕。[140]
- 2013年10月30日，香港律师会会长林新强不点名批评“占领中环”行动，认为有人煽动不守法行为，最终受害者是普罗大众。[141]部分會員包括任建峰、黃淑玲指言論有違律師會政治中立傳統，並質疑未經理事會同意。[142][143][144]林新強在2014年被會員以大比數通過不信任動議後辭任會長[145][146]。

#### 社福界
2014年9月29日，超過2,400社福界人士發表聯署聲明，嚴厲譴責政府無視市民的集會自由和權利，批評警方多次以胡椒噴霧及催淚彈驅散手無寸鐵的和平集會市民。聯署者包括身兼監警會委員的社聯前行政總裁方敏生、現任行政總裁蔡海偉、扶委員委會及民主黨成員兼港大副教授羅致光、社福界立法會議員張國柱及香港失明人協進會會長莊陳有。新婦女協進會亦發聲明，強烈譴責警方使用過份武力，感到極度憤慨，力促特區政府道歉，收回人大政改方案決議，要求有公民提名的真普選，並鼓勵各界市民自行發動罷工罷市各種形式的不合作運動，透過全民壓力迫使政府回應訴求。
2014年11月5日，政府資助機構「香港聾人福利促進會」召開記者會，會上執行委員會聽障委員黃偉強分享他在9月28日警方於金鐘施放催淚彈時的經歷。當日約下午5時，他與幾位聽障朋友一同前往金鐘，希望參與「佔中」事件。約下午6時，他看見遠處冒起陣陣白煙，也看見有人開始往反方向跑。然而，由於不知道發生了什麼事情，他繼續向前走。當走近白煙時，眼淚不斷湧出，因為吸入催淚煙而開始透不過氣並咳嗽。幸好有熱心人提供水洗面、洗眼及漱口等，情況才得以好轉。在混亂中，大家爭相走避，他與其他聽障朋友走散了。後來，他們透過whatsapp傳遞訊息，才了解整件事情的情況。黃偉強指出當時電視新聞報道事態最新發展時，沒有字幕或手語傳譯，主播語速又快，令他不知發生了什麼事。他接著表示，由於聽障，他在9月28日警方施放催淚彈時不知道要走開，最終「硬食」催淚彈。「香港聾人福利促進會」總幹事黃何潔玉表示，她已去信通訊事務管理局辦公室及在電視台的續牌公眾諮詢會中反映訴求。

#### 新聞界
- 獨立報評人協會表示，旺角集會中有和平示威者和市民遭受暴力襲擊，亦有外國記者遇襲。協會強烈譴責施暴者，嚴正要求警察必須不偏不倚執法，全力拘捕施暴者，保護市民的集會自由與和平示威者的人身安全。[151]
- 對香港電台電視部記者麥嘉緯在旺角採訪期間遇襲，眼角受傷流血，港台節目製作人員工會予以嚴厲譴責。[152]
- 香港記者協會發表聲明表示，至少有5名記者採訪佔領集會期間被暴徒施襲，有記者被警員以警棍打傷，記協強烈譴責施襲者，要求警方公正嚴查，阻止情況惡化。[153]
- 香港外國記協會亦譴責有人襲擊採訪佔中集會的本地及外國記者。[154]
- 獨立記者及專欄作家張翠容於11月4日投稿至《香港獨立媒體網》，發表題為《佔中從未發生》的文章[15]。她認為佔領中環其實從未發生，因為佔領行動不是如原定計劃般佔領中環要道，未有對金融中心構成癱瘓，沒造成打擊金融霸權的效果；而是佔領位於添馬艦的政府總部，「直接向特區政府說不」。[來源請求]

#### 衛生服務界
2014年9月30日，香港護士協會表示強烈譴責政府以暴力對待市民。協會表示對政府日前以不必要暴力及不人道方法，鎮壓及驅趕手無寸鐵的和平示威人士，感到悲痛及遺憾。協會呼籲護士同業在工作期間戴上黃絲帶，以示不滿政府暴力對待市民，並呼籲護士自發到各地點作救護支援，並已於9月29日起，陸續將黃絲帶送到各間醫院。

#### 宗教界
- 天主教香港教區榮休主教陳日君樞機亦會有條件支持，但不會參與長期抗爭。[156]
- 香港圣公会邝保罗大主教表示，不赞成市民利用佔中争取普选，他亦慨叹很多人过分美化民主，令人以为普选是万灵丹，他指出普选不是关乎香港生与死的议题，强调除了选举的权利，市民也有确保社会稳定、共同解决难题的义务。[157]
- 與此同時，發起人之一香港浸信會的朱耀明牧師表示佔中為公民抗命的正確方式，而十死士之一的郭乃弘牧師、陳士齊博士、馮智活牧師、張大衛牧師及梁君培牧師等各宗派多位社運界及民主派神職人員亦贊同朱牧師的觀點和批評建制維穩。[來源請求]

#### 媒體
- 2014年9月11日，博訊新聞網刊登了一篇題為「學民思潮多名女生未婚先孕」的文章[158]，聲稱從社福機構「母親的抉擇」得知，有數十名學民女成員懷孕。但「母親的抉擇」表示從未接受過博訊的訪問，所謂學民女成員懷孕的數據全屬虛構。[159]
- 媒体人田炳信的《生活在祖国的怀抱才是不二选择——香港目击记》在中新网上发布。文中列举了一些占中对香港经济、民生造成的造成的负面影响，并认为占中就是通过破坏香港重要枢纽地区的交通和秩序来瘫痪香港，破坏香港法治，冲击香港的营商环境，以侵害其他港人自由生活的权利和整个社会的福祉，来要挟中央和特区政府接受组织者提出的不合理政改要求，是一小部分人发起的有政治目的的运动，并不代表大部分港人的民心民意。[160]
- 據《中国时报》報導，台灣前倒扁運動發言人范可欽首次爆料，指壹傳媒集團主席黎智英暗中策劃佔中已久，黎智英曾找他和前「紅衫軍」總指揮施明德秘密開會，討教如何執行佔中，黎智英當時曾要求與會人士交出手機，避免會議內容遭竊聽，詎料黎智英在飯廳安裝錄音設備，把當時討論內容全部錄下，而且音質非常清楚，他痛斥黎智英「狗改不了吃屎，果然是狗仔。」[161]消息一出，这一报道立即被中国大陆媒体广为转载，其后更有媒体公开了录音内容[162]。某位自称“壹传媒股民”的网民披露的资料显示，占领中环运动幕后金主及操盘人为黎智英，除了向示威者源源不绝物资供应、直接资助“占中”及在旗下媒体免费大卖广告外，甚至连“占中”运动在壹传媒以外的媒体登广告，他也代为支付广告费[163]。
- 《文匯報》2014年9月17日報道，有網名「民主真兄弟」的人士，9月14日於Facebook等社交網站開設賬戶，先後上載7份真普選聯盟會議文件。他又以「泛民就是要推學生入火坑」為題撰文，稱獲匿名人士爆料，指公民黨英語組、「香港2020」於9月5日晚上在立法會舉行會議，邀請外籍人士討論香港政改問題，出席者包括兩名美國駐港總領事館官員、美國情治人員、外國學者等40人。[164]《环球时报》以《美官员被爆密会港生煽动罢课 美许诺提供庇护》標題轉載。[165]但在《文匯報》作出此報道前一晚（9月16日），公民黨已經在Facebook發表聲明，指上述會議紀錄為虛假文件，有關內容亦是捏造[166]。
- 《文匯報》刊登一張有Jennifer Eagleton出席有關會議的偷拍照，照片說明中指有美領館官員出席會議，令人以為Jennifer Eagleton是美領館官員。美國駐港總領事館表示，有關總領事館的內容「全屬揑造」，強調美國總領事館沒有派出任何人出席會議，Eagleton並非美領館的職員，公民黨亦指出她只是該黨黨員。《文匯報》指嶺南大學助理教授陳允中提出要搞「港版六四」，陳允中也否認曾發表這些言論，表示所謂「會議紀錄」屬偽造。[167]
- 路透社報導，電腦安全公司Lacoon發現針對佔中者的蘋果與安卓手機病毒 Xsser，該病毒可以竊取手機密碼等資料。安卓手機上的病毒是經由 WhatsApp 發出邀請下載，但蘋果iOS 手機的中毒機制目前還不清楚。Lacoon 表示這是所發現的蘋果手機病毒中最專業的，而病毒又使用中文寫成，因此攻擊者可能是中國政府或來自中國的專家。[168][169][170][171]

#### 商界
- 2013年10月28日，商界組織香港中华总商会、香港中华厂商联合会、香港工业总会、香港总商会、香港地产建设商会、香港中国企业协会、香港中华出入口商会、香港中国商会发表联合声明，指出“占中”勾结“台独”会损害“一国两制”和香港的繁荣稳定，表示坚决反对。[172]
- 2014年6月29日，由多個工商會組成的港島工商團體聯盟曾發起反佔中的汽車遊行，貼上標語的大約30輛汽車慢駛至政府總部。南區工商業聯合總會創會主席說：「我相信是一個很大的損失，不論是交通，可能上班時間等，做生意方面雖然未有數據，但影響經濟，影響香港地位。」[173]他們批評佔中發起人將違法行動包裝成合法合理，擔心對年輕人造成負面影響。他們表明支持國務院新聞辦發表的一國兩制白皮書，反對佔中。[174]
- 佩里国际贸易有限公司总裁加文·帕里（Gavin Parry）称，香港经济无法承担示威抗议活动长久持续的后果。[175]

#### 政界

##### 泛民主派
- 泛民主派共有十八名立法會議員決定參與佔領中環行動[176]。
- 熱血公民黃洋達高調反對佔領中環，指是泛民旨在佔領道德光環的「維穩show」，整個運動是「鳩做」(他媽的白忙一場)，更於2013年3月19日炮轟公民黨、人民力量、香港人網等是政棍。[177][178]黃毓民自言對佔領中環抱持觀望態度，又同意有人想佔領光環，和應黃洋達的「鳩做論」，聲言現在是大辯論時間，不會批評黃洋達。[179]
- 2013年3月24日，「基督路小教會」「快必」譚得志批評戴耀庭與陳健民言論開始走樣，恐怕不能成事；又反對黃洋達等人一面倒攻擊佔中運動。快必高調提倡「挾實佔中」，要監察、協助佔中運動，成其美事。[180]2013年6月，快必與基督路小教會等人等群體發起「夾實佔中、堅搞普選」，在戴耀廷佔中首日商討日（D Day 1），要求只能為真正的普選去佔領中環，包括提名權、被提名權、參選權、被選權和投票權等，不可以成為「退步民主派」妥協退讓爭取假普選的手段，不可以重蹈2010年民主黨通過「假普選」政改方案。[181]
- 2013年10月13日，「基督路小教會」快必與張大衛牧師等人，邀請了人民力量、社民連主席長毛梁國雄、網媒謎米香港創辦人蕭若元等，組成「佔中後援會」，聲言發動進步民主派的力量，既協助也監督「愛與和平佔領中環」運動。[182][183]此後更不斷開街站宣傳佔領中環的理念，與夾實佔中的論述。[184]此舉惹起佔中秘書處不滿，遂發公開聲明橫清界線。[185][186]
- 佔領中環運動發起人戴耀廷表示：「不能保證「佔中」不出亂子......公民抗命只是讓市民不做順民，但不一定要做暴民。」[187]
- 2014年9月初傳出消息「和平佔中」將會在10月1日「去飲」。[188][189]
- 2014年9月21日，佔中後援會跟一班進步民主派支持者舉行大會，宣佈全程參與「讓愛與和平佔領中環[來源請求]

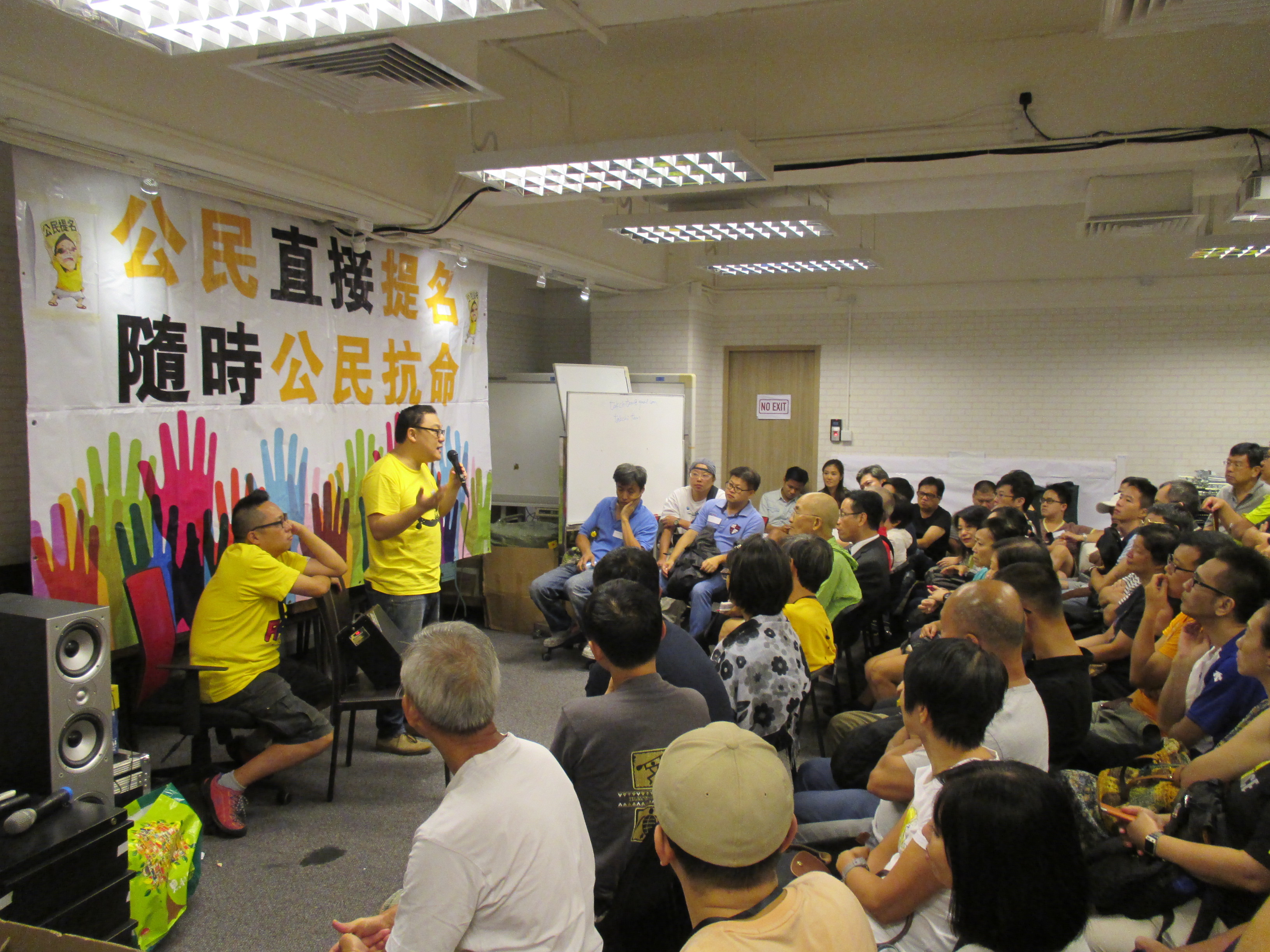
2014年9月21日，佔中後援會決定參與戴耀廷計劃的10月1日「飲茶」佔領中環。為此，舉行了支持者大會，講解各種法律常識與注意事項。圖中講者為劉嘉鴻與快必譚得志。

- 監警會成員兼立法會議員黃碧雲強烈譴責警方使用催淚彈驅散市民，指市民無武器，只是防衞，使用的武力不合理。[190]
- 10月10日，立法會議員黃毓民在內委會提出用特權法，調查警察處理黑幫襲擊旺角集會市民的手法，雖然全體23名泛民議員投贊成票，但在建制派護航下，議案以36票反對被否決。[191]
- 公民党立法会议员汤家骅认为，解决政改问题可以“兵分几路”，佔中运动不能无休止继续，泛民不应将所有政治筹码放于佔中运动上，亦应透过与中央对话寻求突破，取得共识[192]。

##### 建制派
建制派政黨如民建聯、工聯會均表明反對佔領中環，並在香港各區張貼橫額反對佔領中環。
- 2013年7月，建制派的香港經濟民生聯盟議員張華峰要求梁振英回應政府可曾就「占中」進行政經風險評估，有否評估香港警力是否足以應付占中行動，「一旦占領中環發生混亂和衝突，有沒有考慮過在必要時向中央政府提出要求，出動駐港部隊協助香港社會秩序？有否評估這方面的可行性？」[193]
- 行政會議成員葉劉淑儀於9月29日出席一個電台節目時表示，警方是行使武力不是暴力，外國會出動騎警和以大棍打示威者，又表示集會的市民是有組織，有源源不絕的物資供應，亦有的士司機告訴她，集會影響生計。多名市民致電節目反駁葉劉淑儀的說法，希望她不要說謊。[194]

前特区行政长官董建华10月24日在记者见面会上表示“占领行动也无可避免影响了我们和内地的关系，回归的时候香港的GDP是国家的16%，今天，我们的GDP是国家的3%，重建中港互信是当务之急。”

#### 香港政府

##### 行政长官及問責團隊
- 香港特区行政长官梁振英在2014年8月15日下午参与“保普选、反占中大联盟”的签名活动并表示，他反对以任何犯法方式追求或支持某一个普选方案，中央过去也多次表明，不会被“占领中环”或类似犯法行为胁迫而在普选问题上让步。[196]10月4日旺角發生暴力衝突後，梁振英发表电视讲话，谴责暴力行为，并呼吁支持「占中」和反对「占中」的人士保持冷静，绝对不可以有任何暴力行为，又呼吁「占中」发起人和参与者“顾全大局”，马上停止集结[197]。
- 2014年9月29日，政务司长林郑月娥表示将推迟政改第二轮咨询。[198]
- 2014年3月26日，保安局局长黎栋国26日在向立法会议员回复时表示，公眾集会、示威或游行人士在表达诉求时，应遵守香港法律，和平有序地进行，他们不应有任何破坏公共秩序或暴力的行为。若发生佔领中环要道、集体瘫痪交通、堵塞公共通道等，將会对公共安全和公共秩序造成严重影响，甚至影响为市民提供的紧急服务，对市民的生命和財產安全构成威胁。 [199]

##### 警方
- 2014年9月30日，警隊中人表示，警隊內部士氣極低落，前線對處理佔中手法亦感失望，尤其是部署與實况「不對辦」，事後行會成員羅范椒芬的言論更令他們大感不滿，除市民的矛頭重新對準政府，部分警員也對政府大為不滿，只是要「聽命令」及繼續維持秩序，但不希望再成今次政治事件磨心。[200]
- 2014年10月1日，警隊消息透露，特首梁振英，政務司司長林鄭月娥、保安局局長黎棟國今天前往慰問負責清場行動中的數百人前線警員。消息指，林鄭月娥向在場警員說，政治紛爭應該透過政治解決，不應為難警察，又表示警員也是受害者。警務處處長曾偉雄亦有發言，指警員沒有做錯。[201][202]
- 2014年10月24日，公共关系科总警司许镇德表示，若有滋事分子作出激进或冲击的行为，必定会严正执法；若有暴力场面出现，警方在别无其他选择下，会使用最低武力，维护法纪，保障公共安全、公共秩序。[203]
- 香港警察公共关系科高级警司江敏强在10月30日举行的记者会上表示，高等法院早前已批准延长有关旺角非法霸占道路，及在金钟中信大厦非法堵塞出入口的临时禁制令，因此有关的禁制令继续有效，希望非法霸占道路的人士能尊重法治，遵守法庭命令，立即停止非法占领和堵路的行为，尽快离开。[204]

##### 行政會議
- 香港行政會議成員羅范椒芬，9月29日出席電台節目時說，警方的處理方法激發民憤，相信警方亦要向行政會議交代。她相信很多香港人昨天的心情都好沉重，她語帶哽咽的說，「本是同根生，相煎何太急」，反問為何港人會互相對峙，希望大家恢復理性平和，希望各方領袖不要再說互相指責的說話，政府與年青人亦要檢討。[205]不過到9月30日台卻口風大變，接受有線電視訪問時表明要向警隊道歉，說自己用詞不當，並稱警方施放催淚彈合理。[206]
- 香港鄉議局主席劉皇發批評激進者「無視現實、罔顧法理、不顧大局」，煽動群眾衝擊政總和佔領港九多處，強烈譴責，堅持支持政府依法處理破壞社會秩序的違法活動。[206]

#### 演藝界
大多數香港演藝界人士均於警方鎮壓後，表態支持此次行動及隨後演變成的「雨傘革命」，更成立「文化界監察暴力行動組」（文化監暴）。當中音樂界亦為行動創作歌曲《撐起雨傘》，由Pan作曲、林夕填詞，何韻詩、黃耀明、葉德嫻、謝安琪等香港歌手主唱。是次為繼1989年香港演藝界總動員聲援北京八九民運，舉行「民主歌聲獻中華」馬拉松式演唱會及創作《為自由》後，25年以來香港群星首次為政治抗爭集結。
居于大陸的导演王晶對佔中則採取反對立場，並表示愤慨，称“躺在街上的人不能代表香港民众”。王晶反问“占中”行为：“你们不能代表我，凭什么你来阻塞交通，让我们痛苦、难受，来帮助你争取你想要的东西呢？”他表示，你争取的东西并不是我们要争取的，我们就是要香港平平安安，大家安居乐业。2014年10月11日，《华盛顿邮报》发文题为《成龙并非香港示威者的朋友》，談到成龙鹦鹉学舌，重复批评者言辞，要“占中”示威者回归理性，称示威给香港经济带来巨大损害。
2016年度香港小姐競選冠軍馮盈盈在面書表態支持佔中，支持雨傘革命，並反梁振英政府。

### 香港以外各界

#### 中国大陆

##### 中华人民共和国政府
- 2013年7月16日，香港中联办主任张晓明出席立法会午宴后，在回答媒体提问时表示，坚决反对“占领中环”的行动。[210]
- 2014年4月24日，中国国家副主席兼中央港澳工作协调小组副组长李源潮在北京会见香港访京团成员时表示，中央政府坚决反对“占领中环”，并表示“占中”违法。[211]
- 2014年7月20日，全国人大常委会委员长兼中央港澳工作协调小组组长张德江接见香港六大商会代表时，表明不认同占领中环。[212]
- 2014年8月，全國港澳研究會會長陳佐洱認爲佔中行動是香港版的顏色革命，「只是一場鬧劇」、「一定沒有好下場」。[213]10月1日，其在接受媒体采访时称，围绕如何规划这次普选的较量，其实质不是多一点或少一点民主、快一点或慢一点民主的问题，是要维护或夺取香港管治权的问题，其意义不亚于1997年的香港回归。[214]
- 2014年10月7日全國人大常委范徐麗泰在接受采访时認為，人大常委會撤回對本港政改的決定可能性很小，相信中央不會要求行政長官梁振英下台[215]。

##### 中国大陆媒体
- 据中国大陆官方《环球时报》9月26日报道，香港民间团体“学民思潮”召集人黄之锋最近一直在鼓动中学生罢课，并极力支持香港“学联”的“升级行动”。香港学生表示自己“被罢课”令人不满，而此前也有爆出美国驻港官员与情报人员与学生密会商议罢课。从煽动学生攻击国民教育，到阻挠香港政改议程，不满18岁的黄之锋被视为香港反对派的“急先锋”，有泛民人士甚至称他是香港“民主少年”、“政坛明日之星”。不过有港媒25日揭露，黄之锋是美国一手栽培的“政治新星”，他与美国驻港官方机构的关系密切，其对抗中央的黑手正是美国势力。据网友爆料：2012年11月，“美国国家民主基金会”临时拨款10万美元，通过“天主教正义和平委员会”干事叶宝玲交给黄之锋，作为活动经费。今年3月，美国势力又通过“陈某某”交给黄之锋160万美元。美国方面还邀请黄之锋等人到来港停泊的美国军舰上参观，让美国海军陆战队员教黄格斗术，为其孱弱的身躯“充电”和“壮胆”。另外，为了让黄之锋“义无反顾”地在“反中乱港”的道路上扮演马前卒，美国还通过“民主基金会”向黄承诺，如他被警方检控，将被安排全额资助赴美英留学。[216]
- 大陆媒体在9月29日的报道中称，香港广西社团总会、九龙社团总会、香港福建社团联会等80多个民间团体超过一万人从9月26日起在香港添马公园举办“支持人大决定，依法落实普选，庆祝国庆六十五周年嘉年华”。该活动表达出强烈的反占中倾向。[217]但据一些人认为，官方媒体報導此事目的是想營造出港人力挺中共中央政改決定的氛圍。[218]而中国大陆媒体至2014年9月29日为止未做任何关于占领中环的报道。[219]
- 在2014年9月30日，中国中央电视台播出的《新闻联播》中，播出了“‘占中’严重影响经济民生 香港各界呼吁恢复正常秩序”的报道，报道中提到了“占中”对香港经济的影响，并说：“香港各界人士希望：通过建设性和合法的渠道，和平地对话，依照基本法及全国人大常委会的决定订出具体的执行方案，按部就班地推动香港民主的发展。”[220]此后中央电视台也播报过类似的新闻，但这些报道中都沒有播放任何有關佔中的视频或圖片，僅有的相關報道，都只是由主播讀出相关信息及港澳辦等方面的回應。[來源請求]
- 2014年10月1日后，大陆媒体逐渐开始大范围的播发相关报道。这些报道主要侧重于“占中”对香港经济和民众生活带来的负面影响，以及香港特区政府的相关行动和回应。[221][222][223]
- 2014年10月1日，人民日报发表《珍惜良好发展局面 维护香港繁荣稳定》的评论，评论称所谓“占领中环”活动为非法集会，严重扰乱社会秩序，影响香港经济民生，破坏香港社会根基，损害香港繁荣稳定，将窒碍香港民主制度顺利发展，并希望香港社会各界珍惜和维护香港稳定发展的良好局面，按照基本法和全国人大常委会决定的规定，理性务实，凝聚共识，共同推动适合香港实际情况的民主制度顺利发展。[224]
- 2014年10月2日，人民日报頭版標題為「堅決貫徹『三個堅定不移』」。评論員文章則指出，中央對梁振英充分信任，對其工作十分滿意。文章先重提9月22日習近平會見香港工商界專業界訪京團時，明確指出要「堅定不移貫徹『一國兩制』方針和基本法，堅定不移支持香港依法推進民主發展，堅定不移維護香港長期繁榮穩定」的一席話，指理解這「三個堅定不移」，就可以明白中央一以貫之的誠意和決心，對如何解決香港目前的問題，也會有正確判斷。文章指佔領中環公然違反香港法律規定，把少數人的政治訴求凌駕於法律之上，甚至為了一己之私騎劫香港民意，阻礙2017年一人一票普選特首目標實現，「這些行為本身恰恰是對民主和法治的褻瀆」。文章強調梁振英是充分信任的，對他的工作是十分滿意的。中央政府將繼續堅定不移支持梁振英行政長官領導的特區政府依法施政，堅決支持特區警隊依法處置非法活動。[225][226]
- 2014年10月3日，人民日报頭版再次对事件进行评论，评论称这种做法公然违反基本法和香港法律，违反法治原则，注定是不可能得逞的，并认为香港社会仍然有少数人对“一国两制”方针政策缺乏正确认识，不遵守香港基本法，不认同中央政府对香港的管治权。[227]
- 2014年10月4日，人民日报头版还发表评论，评论称这件事造成了交通堵塞、学校停课、商店关门、游客减少、股市下跌，种种乱象已引起广大香港市民的担忧和愤慨。“占中”就是以非法手段追求违反基本法的政治目的，其结果必然是践踏法治，严重扰乱社会秩序，造成重大经济损失，并可能造成人员伤亡等严重后果。香港警方采取的措施是必要的、合理的、适度的，他们的执法行为无可指责。用民主的方式发展民主，用法治的方式维护法治，才能使意见的表达和权利的行使始终运行在制度轨道上，使香港民主走上一条良性发展的道路才能增进市民福祉，确保香港的繁荣稳定、长治久安，极少数人想通过香港进而在内地搞“颜色革命”是白日做梦。[228]
- 2014年10月15日，《新华每日电讯》引用中央驻港联络办公室主任张晓明的话表示“占中”是违背“一国”原则、挑战中央权力、漠视基本法的严重社会政治事件，是公然违反香港现行法律的非法活动，中央对香港目前的局势非常关注。“占中”给香港造成了经济损失，影响市民生计，对香港的法治根基、民主发展、社会和谐、国际形象以及内地关系造成了多方面的损害。[229]
- 2014年10月19日，《人民日报》发表评论称，“占中”的实质并非是“一国”下的“高度自治”，而是香港的“自主”、香港的“自决”乃至香港的“独立”。[230]
- 2014年10月20日，人民日报发表文章：“占中”是危害国家统一的不法行为。近期发生在香港的“占中”不法行为，引起了全球海外华侨华人的关切与担忧。连日来，欧洲、美国、澳大利亚、新西兰、南非、日本、菲律宾等地的华侨华人、华人社团以座谈、发表声明等各种方式，严厉谴责国际反华势力插手香港、搞乱香港的行径，严厉谴责“占中”者危害香港社会繁荣发展、危害国家统一的不法行为。[231]同日环球时报文章：香港“占中”19日进入第22天，当天凌晨，香港旺角再次发生警民冲突。目前，“占中”对香港公共秩序造成的负面影响已让社会上要求清场的呼声越来越高。周二，特区政府预计将同参与“占中”的学联对话，但在此之前，特首梁振英表示，“不会因为对话而不清场，亦不会因为清场而不对话”。实际上，对非法集会进行清场是国际惯例。在欧美发达国家，法律赋予民众集会的自由，但一旦示威者触犯法律，当局会毫不犹豫地依法处置。欧洲与外交政策基金会专家佐戈普鲁斯对《环球时报》记者说，在任何一个国家，民众有政治诉求是可以理解的，但表达诉求的方式应该在法制轨道之内。想通过干扰社会秩序的方式来达到自己的目的，是法制社会所不能容忍的，也是文明社会不应有的。[232]
- 2014年11月3日，《环球时报》评论马英九向《纽约时报》表示支持占中言论“显示了他的确只是台湾的‘地方头头’，说话可以不那么负责任”。用推测及讽刺的语气称他的表态是为了应付选举。还称大陆和香港的“民主”“似乎成了他唯一敢显摆自己‘硬气’的地方”。最后表示“算了吧小马哥，还是别误导台湾舆论了。大陆社会不欠你什么，希望你自重。”[233]
- 2016年《新华社新闻信息报道中的禁用词和慎用词》48条规定动：对港澳反对派自我褒扬的用语和提法要谨慎引用。如不使用“雨伞运动”的说法，应称为“非法‘占中’”或“违法‘占中’”；不称“占中三子[戴耀廷、陳健民、朱耀明]”，应称为“非法‘占中’发起人”，开展舆论斗争时可视情称为“占中三丑”[......]

##### 中国大陆民间
- 在社交网络上，少数支持占中的大陆网民努力散布占中消息，并以一些幽默的方式提醒人们关注。[219]
- 总体上，中国大陆民众对“占中”持负面态度，表示支持的年轻人不多，在大陆网站里看到的绝大部分都是批评占中的言论。但有一些分析人员警告称，网络审查员迅速删除支持“占中”的观点，让批评言论在社交媒体占据了主导。[234]
- 明报新闻网称，内地多名自由派人士和維權异议人士，紛紛「削髮明志」，並把自己剃光頭的相片上傳到微博和Twitter等社交網站以声援占中。[235]
- BBC中文网、自由亚洲电台等称，诗人王藏、艺术家丁酊、崔广厦、朱雁光和德国记者张淼等数位北京宋庄艺术家因为以艺术形式声援香港“占中”而被警方拘捕关押在看守所。[236][237]10月8日晚，北京通州宋庄艺术家追魂和吕上两人被警察带走。10月11日，现年42岁的山东籍画家张海鹰、39岁的藏族画家邝老五、36岁的诗人兼作家欧阳小戎共计3名北京宋庄艺术家被警方抓走[238]。
- 自由亚洲电台称中国大陆大约50多名法律人和公民发表联署声明，对香港‘占中’行动表达支持，呼吁中国政府释放因为声援占中而被抓捕的大陆人。[239]
- BBC中文网报道称，2014年10月9日，曾公开表态支持香港“占中”行动的北京维权人士郭玉闪被北京警方以“涉嫌寻衅滋事”刑拘并关押在北京第一看守所。[238]
- 2014年10月28日，阿里巴巴主席馬雲在美國加州出席一個科技大會時，被問到本港持續一個月的佔領運動時說，香港問題不是中港關係，主要是社會資源被部分階層壟斷，令年輕人感到絕望。馬雲表示，抗議活動不只是政治層面的問題，以他對香港的了解，認為問題不在於大陸與香港的關係，在於大人物享受好的生活，但年輕人看不到希望。[240]
- 2017年3月31日，支持占中运动的中国维权人士苏昌兰、陈启棠被广东佛山市中级人民法院以「煽动颠覆国家政权」的罪名分别判处有期徒刑3年和4年半。[241]

#### 臺灣

##### 中華民國政府
- 2014年9月29日，中華民國總統馬英九對為爭取民主的佔中行動表示支持，並呼籲中華人民共和國政府傾聽港民心聲。馬英九說，大陸當局應該傾聽香港人民聲音，用和平審慎態度處理，也呼籲香港人民用和平理性方式表達訴求，任何衝突都是我們所不樂見。馬英九續說，外界都希望香港能朝著民主方向邁進，未來香港達成普選結果，對於香港、中國大陸都是雙贏[242]。30日馬英九又以中國國民黨主席身份表示，國民黨完全理解並支持對港人爭普選，呼籲大陸當局和平、審慎、自制處理；若香港普選將有利兩岸關係，反之則不利[243]。馬英九總統再於10月10日國慶日表示「大陸與香港的民主發展，取決於領導人面對改革的智慧與度量...何以不能『讓一部分人先民主起來』？充分實現17年前大陸對香港的承諾：『港人治港，高度自治，普選特首，五十年不變』。」[244]
- 行政院院長江宜樺29日答覆民進黨立委黃偉哲質詢表示，中華民國政府對香港普選方向樂觀其成，至於普選具體設計、時間，要由香港特區政府與人民理性對話，中華民國政府不便干涉占中運動的訴求，但會密切注意香港狀況[245]。但30日再於立法院明確表態支持港人「真普選」，「直接提名、開放競選的普選，是民主最後的落實」。且「強力支持」港人希望落實保障自由民主權利的「各種做法」、《基本法》的集會遊行自由，坦言若大陸當局未適當回應將影響兩岸互動[246]。
- 陸委會對香港警方針對抗爭民眾展開驅離行動的過程中發生零星衝突，表示遺憾，希望相關各方和平理性溝通，盡快尋得共識，讓香港的民主進程順利推展[247]。
- 文化部長龍應台稱香港問題也是台灣問題，也是中國大陸的問題。「因為你追求公民參選權、公民自主權，以及設法在一個開放的社會生活，這不只是香港人的追求，也是台灣人的追求，其實也是大陸人的追求。」並指若中華人民共和國政府“缺乏文明力量，無法得到香港、台灣的民心”[248]。
- 9月30日，中華民國國會立法院朝野一致無異議通過決議案，要求馬英九政府發表正式聲明支持港人爭取真普選行動、譴責中華人民共和國政府、香港政府暴力鎮壓；支持民主自由人權普世價值，並指「一國兩制」謊言早為全體台灣人民唾棄[249][250]。

##### 民主進步黨
- 9月28日，民主進步黨主席蔡英文表示：香港民眾正奮力追求屬於他們的民主。這不是歷史的巧合，而是一種必然，因為這天要紀念的不只是民進黨的黨慶，而是這麼多年來，人們對於民主自由不斷的追求與奮鬥。這過程不會永遠順遂，有時會跌倒、甚至倒退，但只要不忘初衷，這條路雖然崎嶇但總有眾人相伴，「讓我們為香港加油，也激勵自己努力向前！」[251]
- 10月1日，民進黨主席蔡英文呼籲港府及北京當局必須高度自制，充分保障香港人民集會遊行的權利，不讓傷害繼續發生，正面積極回應人民訴求。她說：「香港正走到歷史的關鍵轉捩點，香港人民勇敢、堅定、大聲地表達出他們的決心跟訴求，『雨傘革命』展現出堅強的民主意識和堅定的意志，必然在香港種下更多民主的種子，也必將改變香港。國際社會應持續表達關切並透過聲援及行動來支持香港人民爭取真普選。『主權在民』、『人民當家作主』才是可長可久的國家治理基礎。從過去20年民主浪潮席捲亞洲及全世界，讓我們堅信任何違反民主的統治方式，終難抵擋民主的潮流。」[252]她在「自由廣場」舉辦的「香港危城告急、十月公民抗命」晚會臺下表示「大家共同目標是讓民主能更鞏固，應相互呼應、相互支援。」[253]
- 10月7日，民進黨主席蔡英文在臉書PO影片指出：「民主，絕不會從天上掉下來。」「當香港人撐起雨傘抗爭時，台灣人是一起心痛的，因為台灣深深知道，實現人民作主的過程，需要經歷多少痛苦、需要多麼堅定的意志。」[254]

##### 台湾民间
- 9月28日晚間在臺北市的中正纪念堂廣場舉行晚會以聲援香港的佔領行動，包括六四民運人士王丹、吾爾開希等人也到場聲援活動。王丹說，中國準備用一國兩制來消滅台灣，「香港是前哨站，下一步就是台灣」「現在中共大規模的擴張，不僅是香港，以後也可能是台灣，保護香港就是保護我們的自由」。吾爾開希強調，1989年時，他們在北京，台灣、香港都在聲援我們，「今天是天安門的學生，我們要跟香港人說，我們始終肩併肩，我們有共同的理想，就是支持自由民主，希望掌握我們自己的命運」。[255]
- 9月28日晚間，臺左維新、島國前進、黑色島國青年陣線等多個社運團體聯合佔領位於臺北市的香港經濟貿易文化辦事處一樓大廳，曾參與太陽花學運的陳為廷、林飛帆、黃國昌、王奕凱等人也到現場守夜[256]。9月29日早上辦事處梁志仁主任出面回應後引發爆發部份衝突，而後佔領行動宣告結束[257]。
- 10月1日晚間，近千名在台灣讀書的香港學生及台灣學生，在台北市中正紀念堂前的民主廣場集會，高叫“香港加油”、“自己政府自己揀”等口號，聲援香港的佔中運動[258]。
- 《纽约时报》援引一位台湾专家的话称：“我们正看到，香港已经出现了复杂局面。有理由发问：像北京承诺的那样，如果台湾同意统一，那么我们的体制能否得到保留？或者，香港今天发生的，或将在明天发生在台湾身上？也就是说，北京不遵守自己的承诺。”[259]
- 大中華民國復興會在其网站上发表“致香港民众书”，对香港警察施放催泪弹及胡椒喷雾、粗暴驱散示威民众的做法表示强烈谴责。[260]

#### 英国

##### 英國政府
- 英國首相卡麥隆对此事件表達「深切關注」，並認為英國「有義務」為香港發聲，「（中国政府）需要遵守在《中英聯合聲明》中有關香港普選的內容。普選不是只有投票的權力，還要有做出合適選擇的能力。」[261]。9月30日，副首相克萊格將緊急召見中国駐英大使表達不滿[262]，這是香港1997主權移交後，英方首次就香港問題擺出的最強硬姿態。英國財政大臣呼籲中国政府尋求和平解決[263]。
- 英国政府在得知香港警方对示威者使用催泪弹后，称将重新审视对香港的催泪弹销售政策。[264]
- 前香港總督卫奕信10月16日在英国上议院关于香港问题的辩论中表示，被香港示威者的熱情、對自己政治未來的承擔及和平所感動，並引用格雷斯福特男爵，認同除涉嫌暴力對待記者及毆打示威者的事件外，示威大致和平部份應歸功警方。他指出雖然没有明显证据证明中国违反了《中英联合声明》，但香港目前狀況與《中英聯合聲明》沒有直接關係，而是與基本法相關。[265]

##### 英國傳媒與民間
- 10月4日出版的《經濟學人》以這次示威為封面專題報導，以「黨對人民」（The Party v the people）為大標題，「共產黨面臨天安門事件以來最嚴峻的挑戰，這次必須更明智決策。」（The Communist Party faces its toughest challenge since Tiananmen. This time it must make wiser decisions）為副題，指中共對付佔領運動，使出指示威者受「反華外國勢力」操控的慣常抹黑伎倆。[266]
- 末任港督彭定康于10月1日表示，目前香港陷入的局面，显示北京违反对香港前途作出的承诺。他呼吁港府与示威者开展对话，就政制发展重新进行咨询。[267]
- 英国前首相撒切尔夫人私人秘书、英国议会上院议员查尔斯·鲍威尔于10月5日表示，香港已经拥有广泛的自治权，自治程度远超当年英方和中方就香港问题开展谈判时的预期。香港享有比中国任何其他城市都更优越的条件。鲍威尔认为末代港督彭定康的看法是错误的，中国政府从未改变对香港选举的立场，香港的抗议者“不切实际”。并且香港是中国的一个城市，这是底线。[268]
- “前英国伦敦经济与商业政策署署长，现人大重阳高级研究员”(微博实名认证)約翰·羅斯於微博称，英殖民统治香港150年，不曾允许香港人选香港总督，而美国也未曾抗议，现在中国为香港设计的体系远比英国統治時民主得多，但美国却强烈抗议中国政府，并指“西方媒体就香港问题的报道太虚伪”。[269][270]

#### 美国

##### 美國政府
- 美國白宮發言人歐內斯特（Josh Earnest）29日表示，美國密切關注佔中，促港警「保持克制」，呼籲抗議者「和平表達意見」，亦表態「美國支持香港根據《基本法》落實普選，並支持港人（對民主）的強烈渴求。我們相信一個開放的社會、擁有高度自治及以法治管理，是香港穩定繁榮的必不可少元素」[263]。
- 美國國務院發言人同日表示，美國密切關注香港局勢，且一直向北京當局發聲「美國支持香港普選，支持港人和平爭取真普選」；且針對北京當局"香港事務是中國內政"的說法，她回應「香港目前發生的事情關於香港人民」；至於北京當局指香港抗議活動是違法，美國國務院亦未認同，而說「在這一特定問題上，我們的看法不一致。」[271]

##### 美國傳媒與民間
- 《紐約時報》連續數日以A1頭版報導：9月29日版報導「香港警察鎮壓示威使更多人走上街頭」；[272]9月30日版報導「中國只有有限方式平息騷動」；[273]10月1日版報導「香港示威無領導但有秩序」；[274]10月2日版報導「17歲少年掀起示威震動香港」；[275]10月4日版報導「示威者受襲後香港爆發暴力衝突」。[276]其亞洲版《國際紐約時報》更從9月29日起至10月18日，連續21日，每日均以A1頭版報導相關新聞。[277]
- 《時代週刊》在10月3日出版的亞洲版以這次示威為封面專題報導，以「雨傘革命」（Umbrella Revolution）為大標題，「香港爭取自由是對中國而言是一次挑战」（Hong Kong's fight for freedom is a challenge for China）為副題，指香港亂局是因中央集權造成，令香港人醒覺在政治上的無力感[278][279]。
- 《華爾街日報》分析，美國政府已明確選邊支持港人爭真普選，但因其他因素讓美國態度十分審慎[280]。

### 其他政府與媒體

#### 澳門
- 澳門於2014年9月28日晚上十一時有逾50名市民自發到玫瑰堂前地靜坐聲援香港佔中運動，至翌日凌晨零時三十分澳門治安警廣播指靜坐聲援運動違法，參加者於兩次勸籲後和平散去。[281]

2014年10月2日晚上八時有逾千澳門市民響應網上自發組織的「澳門聲援香港爭取民主普選」活動，於澳門友誼廣場舉行集會，聲援香港佔中運動及譴責香港警方使用過份暴力。

#### 新加坡
- 新加坡总理李显龙在新加坡国立大学协会演讲，被问及香港问题时，表示“在英国殖民时期，香港从未举行过选举”，并称这是香港和中国必须解决的问题，但必须以符合香港利益、不伤害中国利益，符合法律和基本法的方式来进行，同时反对外国干预。外长尚穆根受访时指出，西方媒体对香港做了许多不实、带有反共成见的报道。他又指根据北京现在提出的政改方案，香港得到的民主空间，已超过在港英时代所得到的[283]。同时尚穆根指出“西方媒体隐去了一个事实，就是过去150年以来，香港并没有实行民主制度。港英政府和香港媒体从来没有讨论香港实现民主的问题，1984年的《中英联合声明》也没有提到普选”。[284]

#### 日本
- 日本內閣官房長官菅義偉在記者會上公開表示：日本強烈希望香港在一國兩制下，繼續堅守自由和具透明度的制度，令日本和香港維持緊密關係。他強調日本政府「密切關注香港情勢發展」，他指出香港的繁榮穩定，不單對中國有利，對整個亞太區包括日本都有影響。[285]

#### 俄羅斯
- 俄羅斯“第一频道”及“俄罗斯24”网站10月1日报道：在对比香港“佔中”与俄罗斯及乌克兰示威活动的多处相似后，俄罗斯官方媒体周二指出，香港目前的局面是美国精心策划的阴谋，他们蓄意破坏中国的政治环境，尤其在这一巧妙的时间里开始挑起事端。[286]。

#### 加拿大
- 加拿大外交部長9月27日公開支持表示「香港市民的抗議行動表達了他們明確的意願，加拿大支持香港人民的言論自由及民主繁榮。」[287]

#### 法國
- 法國外交部長9月29日表示密切關注，要保證香港的繁榮和穩定，香港人有權利示威，希望「雙方在尊重香港基本法的前提下，有一個建設性的、和平的對話。」[288]

#### 德国
- 德國總理梅克爾表示，香港言論自由應該受到法律保障。[289]

#### 梵蒂冈
- 梵蒂岡教宗方濟各於2014年10月在大禮彌撒會見天主教香港教區榮休主教陳日君樞機時主動引用手無寸鐵少年投石打倒全身盔甲手持利器巨怪的聖經故事，形容香港人向中國爭取真普選之讓愛與和平佔領中環和雨傘革命就如同大衛挑戰歌利亞。教宗笑著說：「啊！啊！這就是用『投石器』去打仗的那位。」陳日君則回應：「我來自香港的『戰場』，你大概也知道吧！請為我們祈禱，不要讓暴力發生。」，然後再親他的手。陳日君相信教宗鼓勵他「不要害怕，天主在大衛身邊。」大衛象徵著香港學生，教宗的鼓勵是指天主會助佑大衛戰勝巨人。[290][291]

#### 埃及
- 埃及駐香港總領事法赫米8月17日表示，一旦發生“佔領中環”，香港恐將步埃及後塵，持續動盪，令外資撤走，遊客劇減，投資者信心恐難短時間內恢復，經濟和形像都將大受影響，“希望香港年輕人可以理性看待問題”。[127]

#### 巴西
- 巴西權威雜誌「觀察週刊」（Veja）駐紐約專欄作家布蘭德（Caio Blinder）2014年10月2日撰文指出，習近平作風強硬，若香港示威群眾不退，難保不會重演1989年天安門鎮壓屠殺場景[292]。

#### 菲律賓
- 菲律賓媒體傳回國內的新聞顯示，多數在港菲人支持「佔中」，盼見港人有朝一日能決定自己的領導人[293]。馬尼拉連續數日有民眾上街支持香港佔中活動，呼籲特區政府尊重港人享有民主自由的權利。[294]

#### 马来西亚
- 马来西亚前首相马哈迪受邀访问香港，10月24日在香港会议展览中心发表主题为《东盟在中美之地缘政治》的演讲，对中国-东盟关系寄予厚望，并警告美国近年来采取信奉军事力量的行动最终会反噬自身。 在被问到对正在进行当中的香港“占领中环”运动的看法时，马哈迪说，“当少数人霸占街头，试图强迫多数人接受其观点时，如何还能自诩为‘民主’”。他表示时间会消磨掉参与者的热情，同时来自市民的压力也会与日俱增，从而参与者便会自行散去。 [295]

### 国际组织

#### 联合国
- 秘书长潘基文于9月30日呼吁所有利益相关方以捍衛民主原則的和平方式化解分歧。[296]
- 人權委員會負責監督《公民權利和政治權利國際公約》是否在香港被遵守。2014年10月23日，委員會專家呼籲保障香港普選，強調普選包括被選舉及投票的權利，亦即在沒有不合理限制情況下參加選舉的權利。委員會認為開放選舉之候選人不該被審查過濾。[297]

#### 欧盟
- 歐盟外交和安全政策高級代表艾希頓發表聲明 ：歐盟關注香港的局勢，並密切觀察事態的發展，她呼籲雙方保持克制，及鼓勵各方按照基本法及一國兩制的精神邁向香港市民能夠高度參與的公平選舉制度[298]。

#### 匿名者
- 匿名者组织表示不滿香港警方使用暴力對付和平的示威者，於10月攻破52個香港及中國政府網站以示抗議。被攻破的網站包括人民日報、香港政府新聞處、香港工業貿易署。[299][300][301]

### 其他

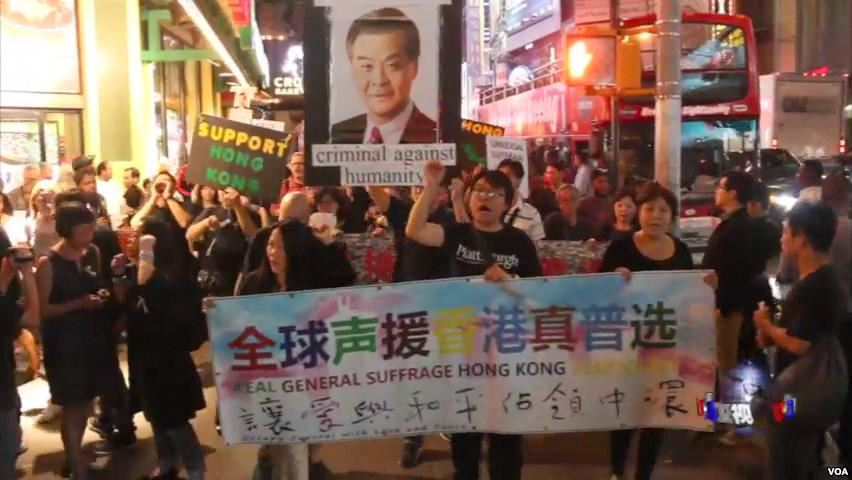
兩百多名香港人於佔中啟動後於紐約市遊行聲援，並抨擊梁振英鎮壓港人是違反人道的刑事罪犯

洛杉磯華人手繪黃絲帶標誌，支援港人爭取真普選行動

- 9月4日，旅居美国的香港人擔心类似1989年六四天安門事件的事件會在香港重演，於「白宮請願網站」（We the People）發起請願活動，名稱為「支持香港民主，防止香港發生第二次天安門大屠殺」（Support Hong Kong Democracy and Prevent A Second Tiananmen Massacre in Hong Kong），呼籲美國政府向北京當局明確表達反對並將嚴厲制裁流血悲劇與任何以武力打壓和平示威的行為。連署人數由27日的2千多人至30日已迅速接近20萬人，突破白宮需回應的10萬人的門檻[302][303]。
- 紐約市連續兩日有香港人及留學生上街，他們星期日在唐人街及時代廣場舉起寫有「反對警方暴力鎮壓」及支持香港「真普選，無篩選」的標語。[304]
- 英國倫敦有約300名港人及留學生，到特拉法加廣場集會，聲援香港市民的佔領行動。[304]
- 新加坡芳林公園聚集了300多人，手持燭光，聲援香港佔中集會。[305]
- 2014年9月29日及之后几天，在美國、澳洲、英國、挪威、德國、新西蘭、日本、南韓、新加坡等多國逾40個城市，陸續有人上街支持香港人爭取真普選及聲討警察暴力鎮壓，社交網站上亦有網民瘋傳香港民運的最新消息。[306]
- 向香港警方提供催泪弹的英国销售商Chemring表示将重新审视其对香港的销售策略。[264]
- 記者彼得·波帕姆在他的報道中稱「沒有人能設想習先生會在香港人的憤怒面前作出讓步」，竝對目前局勢不表樂觀。《每日電訊報》的分析認爲北京當局不可能作出讓步。甚至有人認爲北京當局可能會動用軍隊鎮壓[307]。
- 有海外藏人和新疆人在社交媒体中称：“如果这种事情发生在拉萨和乌鲁木齐，那么警方和军人马上就该驱赶了。但要知道，我们像香港人一样要求给自治区居民提供更多的权力。”[259]
- 10月3日上午，一篇名为《百家海外华文媒体保卫香港宣言》的文章出现在多家海外华文媒体网站的显著位置，并迅速被国内的各大网站转载。[308]
- 10月3日下午，《百家海外华文媒体保卫香港宣言》的主要撰稿及发起者——海外华文传媒协会主席、日本《中日新报》社长刘成先生接受专访时表示，香港眼下的所谓“占中”行动已经偏离了法制的轨道，如果不采取措施，香港“将可能进一步陷入危机”，这是众多海外华文媒体在这个时候联合通过《宣言》发出呼吁的真正目的。[309]
- 大中華民國復興會在其网站上发表“致香港民众书”，对香港警察施放催泪弹及胡椒喷雾、粗暴驱散示威民众的做法表示强烈谴责。[310]
- 中央研究院院士金耀基表示英国政府治港成功得益于深入基层的优秀文官、以咨询方式吸纳地方仕绅和商人的意見与支持、廉政公署和獨立司法，回归后特区政府与人民的关系已经是政治菁英与大众的关系，单靠菁英间的结盟是不够的。香港“占中”与台湾“太阳花学运”的区别在于香港学生“公民抗命”有正当性，他们无权直选特首，而台湾政党轮替后华人社会民主素养最高。[311]
- 《黄花岗杂志》第49期发表对“占中”运动的声明，称这场运动为爱国爱港的民主运动，运动中提出的一人一票直选特首的要求符合香港人民的意愿和要求、中英联合声明和中共承诺港人治港的原则的。称内地以人大会议下达白皮书封杀港人的意愿，事后又指使香港梁振英政府动用警察、流氓无赖进行暴力镇压是对香港人民和大陆人民的极大反动。声明表示坚决支持香港人民维护自由民主的正义行动，坚决反对中共当局以人大会议下达命令扼杀香港人民的民主诉求和用各种卑鄙、暴力的手段镇压香港的“占中”行动。要求中共当局正视并顺应香港学生、市民的合理诉求。[312]

## 民意調查
1. 中大新傳學院轄下傳播與民意調查中心在9月10至17日電話抽樣訪問1,006名香港市民。結果發現，31.1%受訪者支持「佔中」，20.5%表示「一般」，46.3%不支持。15至24歲和大專或以上學歷的組別中，前者47%支持佔中，後者則有39%。40至59歲組別有61%不支持佔中，比率冠絕其他年齡層[313]。
2. 香港中文大學傳播與民意調查中心公布10月的民意調查結果顯示，約有37%受訪者支持「佔中」，較之前大增，反超前「不支持佔中」的比率。調查在10月8日到15日，對香港15歲以上市民進行隨機電話民意調查，獲得802份有效回覆，顯示支持「佔中」的市民達37.8%，比上次調查上升7個百分點，「反佔中」市民為35.5%，比上次下降10.8個百分點。對於警察在9月28日施放催淚彈，54%的受訪者認為此行動不恰當，22%的受訪者認為做法合宜[314]。
3. 11月2日，由“保普选反占中”大联盟发起的“还路于民 恢复秩序 维护法治”支持警方签名大行动截止，共计收集到183万多个签名[315]。
4. 11月早些時候，香港中文大學發表的第三輪政改意見調查也顯示，支持「佔中」的受訪人數較10月下跌，由當時38%下降到34%； 而表示不支持的受訪人數，則由大約35%上升到43%。而不支持「佔中」的比例也超過了支持「佔中」的比例。香港中文大學的調查還發現，大約67%的受訪者認為佔領人士應全面撤離，只有大約14%的人認為不應撤離。此外，還有大約48%的受訪者表示不滿意香港特區政府處理「佔中」行動的表現。[來源請求]
5. 2014年11月19日，香港大學民意研究計劃最新民意調查顯示，有關調查是在本周早些時候進行的，共採訪了500多名香港市民。結果有近五成半受訪者反對「佔中」行動，而支持者則只有28%。另外，83%的人認為應該停止「佔中」行動，認為應該繼續的人只有13%。當被問到香港特區政府應該採取清場行動還是維持現狀時，68%的受訪者贊成政府清場，認為應維持現狀的只有25%。[316]

## 影響
- 曾被示威者佔領的各個佔領區（包括中環、銅鑼灣及旺角）之空氣質素均有所改善。健康空氣行動於中環、銅鑼灣及旺角被示威者佔領期間，按當時已佔領的路段，沿路探測當時路段的空氣污染數據，結果均錄到低於世衛標準的數字。中環方面，檢測人員在10月1日上午從海富中心出發，沿干諾道中西行至文華酒店，然後轉入遮打道，圍繞皇后像廣場走一圈，經歷山大廈轉入干諾道中，一直東行至警察總部，然後折返海富中心。個多小時行走的路段中錄得的PM2.5數字，最高為63µg/m³，最低為12µg/m³，時段內平均值為18µg/m³；銅鑼灣方面，在10月1日上午錄得最高為171µg/m³，最低則為0µg/m³，時段內平均值為20µg/m³；旺角方面，在10月1日下午錄得最高為258µg/m³，最低則為15µg/m³，時段內平均值為26µg/m³，探測結果中中環和銅鑼灣的佔領區的PM2.5平均數字都低於世衛25µg/m³的水平。[317]
- 佔領行動期間，示威者佔據港九多條主要道路，被批評造成交通阻塞。但交通諮詢委員會轄下的交通投訴組數字顯示，佔中後兩星期的交通投訴不升反跌，佔中後兩周的投訴數字比前兩周下跌29%。有立法會議員認為有關數字，令早前反佔中團體提出佔中癱瘓交通之說不攻自破。有學者則認為是反映市民明白，投訴也解決不了問題。汽車業界指或與汽車流量在佔中時減少有關。[318]
- 佔領行動期間，商務及經濟發展局向立法會提交數據顯示，10月整體訪港旅客總人次為521.4萬，其中內地旅客佔402.8萬，按年增加12.6%。其中，內地旅客增長18.3%，按月升9.4%。不過，期內其他短途地區及長途地區旅客按年下跌，但比9月份上升；反映9月底開始的「佔領運動」對旅客來港沒有造成太大打擊。[319]
- 受佔中影響，「香港美酒佳餚巡禮」由中環移師往地處偏僻啟德郵輪碼頭舉行，但入場人次上升三成，首日入場人次按年升70%。即使交通出現擠塞問題，但仍然有大批市民和遊客到場參與。會場內擠滿市民，現場所見氣氛熱鬧，旅發局更發出呼籲，呼籲市民暫停前往。[320]
- 香港海洋公園數字顯示，2014年9月中至10月底（下稱萬聖節月份），內地遊客所佔入場比例罕有地下跌一成，而同期本港遊客比例則增至五成，繼續撐起海洋公園人流，期內總入場人次超過100萬，比2013年同期大增12%。本地旅遊業界稱，內地遊客對香港迪士尼及海洋公園已不再感新奇。[321]
- 零售方面，香港零售管理協會主席麥瑞琼指出，黃金周期間受佔中影響，中環、金鐘、銅鑼灣及尖沙咀等區的銷售額全線報跌，生意平均按年急跌10%至45%，部份如只有一、兩間分店的鐘錶店，生意更大減80%，表現令人失望，擔心中小企一旦出現現金流不足，會出現結業危機。[322]
- 交通方面，佔中活動使港島及九龍交通出現較擠塞情况，以10月6日為例，早上港島最長車龍達9公里，東九龍車龍最長也達7公里，均遠高於平時情况。港鐵在放工時段也出現迫爆車站情况，有記者在晚上6時半的放工時間，目擊港鐵金鐘站往柴灣方向出現長長人龍，記者需要等40分鐘、等足19班列車才能成功上車，隊伍排到月台對面線位置。[323]
- 直接经济损失：据香港科技大学经济系教授雷鼎鳴估计，截至10月3日，占中共造成经济损失3500亿港元（不包括未上市企业及香港旺市商铺等零售企业的损失），後來承認有關推算「稍有誇大」。[324][325]亦有其他學者及券行評估佔中給香港帶來數十億經濟损失。[326]虽然“十一”黄金周期间香港旅游发展局的登记游客数量达115.9952万人，比去年同期增加了4.8%，但抗议导致很多商店关门，香港出现自2003年以来首次黄金周零售额下降。[327]
- 金融市场方面：10月25日，据《香港商报》援引不具名消息人士称，受“占中”影响，“沪港通”已被无限期搁置。而上交所也已取消原定于今日举行的沪港通开通彩排仪式。“沪港通”是指上海证券交易所和香港联合交易所允许两地投资者通过当地证券公司（或经纪商）买卖规定范围内的对方交易所上市的股票，是沪港股票市场交易互联互通机制。財政司司長曾俊華於11月2日表示，「滬港通」準備就緒，滬港兩地已做好各方面的協調工作，待有決定就會推行。「佔中」與「滬港通」尚未開通並無直接關係，本港金融地位是靠自己努力得來的。[328]滬港通基金最終於11月17日正式發行。
- 原订11月底在港举行的京港洽谈会，也已移师京城举行。京港洽谈会每年一次，过往17年基本上都是一年在北京，一年在香港交替举行，今年第18届早已定在香港举行，两地也都为此做了相关准备。随着“占中”的延续，相关方面开始订出修补方案。直到上周，“占中”仍未收局，洽谈会会场只好移师北京，而且规模也有所收缩。财经事务及库务局局长陈家强指，香港金融市场很注重投资者信心，而投资者信心建立于香港的金融市场及经济是否稳定。他忧虑，“占中”或给香港金融市场发展带来负面影响并有损投资者信心，望示威者能思考其行动后果。[329]
- 学校教学方面：吴克俭29日在立法会回答议员的提问时表示，“占中”期间，教育局以学生安全为首要考虑，先后宣布湾仔在9月29日、30日及10月2日宣佈灣仔區及中西區所有幼稚園、中小學及特殊學校停課。这两区共有150间学校约61,500名学生受影响。10月5日，教育局宣佈區內所有中學於10月6日復課，小學亦於10月7日復課。[來源請求]
- 人際相處方面：佔中引發家人以至朋友爭拗不斷，亦令執勤警員受壓，警民互視為仇敵，戰線更由街頭延燒到互聯網，港人常用的社交網站Facebook掀起一場「unfriend潮」（意指絕交，斷絕網上聯繫）。
- 警隊形象方面：2014年12月，港大民意研究計劃就各支紀律部隊滿意程度進行調查，發現警隊民望跌至是回歸以來最低，反映佔領行動把警隊變成政治磨心[330]

## 媒體直播
- 香港各主要媒體於佔領中環期間均全面跟進及直播事件最新發展。[來源請求]
- 各主要媒體均在2014年10月21日下午6時至晚上8時直播政府與學聯在黃竹坑醫學專科學院大樓的電視對話，由香港電台製作。[來源請求]
- 各主要媒體均直播每日4時香港警務處及香港消防處於警察總部召開的例行聯合記者會，其後5時半於政府總部召開，由民政事務局副局長許曉暉領頭的政府跨部門例行聯合記者會。[來源請求]

無綫電視
- 翡翠台在2014年9月28日下午3時半開始全面跟進及直播事件最新發展，至10月7日每半小時播出一節《特別新聞報道》報道最新消息。[來源請求]
- 翡翠台在2014年9月28日下午約3時40分插播《特別新聞報道》，直播行政長官梁振英於政府總部召開的記者會，回應和平佔中啟動佔中行動。其後於5時35分再插播一節《特別新聞報道》報道最新情況，之後再於下午約5時55分再次插播《特別新聞報道》，無間斷旁白直播及報道防暴警察向示威者發射首枚催淚彈至下午6時半，報導港島金鐘最新情況。至6時半緊接播放《六點半新聞報道》，延至晚上7時18分結束。正常播放節目期間每半小時播出一節《特別新聞報道》，以報道最新消息。當日《晚間新聞》提早至11時及播放長度延長至55分鐘。[來源請求]
- 無綫電視新聞攝製隊9月28日晚上7時直播拍攝防暴警察用AR-15自動步槍及雷明登散彈槍指嚇佔領人士，並以槍咀瞄準示威者，並報導防暴警察可能會開槍。[來源請求]
- 翡翠台在2014年9月28日晚上10時半播出新聞部製作特備節目《佔中》，並邀請時任立法會保安事務委員會正、副主席葉國謙、涂謹申擔任嘉賓。[來源請求]
- 翡翠台及明珠台在2014年10月21日下午5時55分至晚上8時播出《政府、學聯對話》，直播政府與學聯在香港醫學專科學院進行的公開電視對話，而互動新聞台亦在《新聞報道》時段內不時直播。而翡翠台播放《六點半新聞報道》期間以及互動新聞台均以分割畫面形式，右方播出新聞，左下方的小視窗直播對話現場，左上方有對話內容的手語翻譯，市民可以轉換至第二聲道收看直播。[來源請求]
- 佔領行動期間翡翠台9月29日至11月8日每日4時均插播《特別新聞報道》，直播香港警務處及香港消防處於警察總部召開的聯合記者會，10月2日至17日其後5時半再直播於政府總部召開，由民政事務局副局長許曉暉領頭的政府跨部門聯合記者會。[來源請求]
  - 翡翠台及互動新聞台的新聞報導均先報導向佔領區最新情況。[來源請求]
- 互動新聞台第一日全程直播，報道最新消息，其後每日以小視窗直播不同地區的佔領情況。[來源請求]

有線電視
- 新聞台在佔中第一天下午開始，分別以全畫面及分割畫面無間斷旁白直播報道現場情況，亦在左方以「最新」顯示最新消息。下方跑馬燈會以黃字顯示最新消息，期後改以「BREAKING NEWS」（突發事件）取代，以白字顯示最新形勢。9月28日黃昏，警方發射催淚彈後，有線新聞台更把「BREAKING NEWS」改為「清場」。第二天起以部份時間旁白直播不同地區的佔領情況及插播最新消息。[來源請求]
- 新聞台及直播新聞台佔領行動期間9月30日至11月8日直播於下午4時在警察總部舉行的例行警務處及消防處聯合記者會，10月2日至17日緊接5時直播於政府總部舉行的例行政府跨部門聯合記者會。[來源請求]

now寬頻電視
- now新聞台以分割畫面播出，左方播出新聞，右方直播金鐘現場情況，亦在上方以文字「佔中第x日」（及後改為「佔領第x日」）顯示最新消息。而10月7日起停止分割畫面安排，但若有突發情況亦會以分割畫面，右方直播現場情況。必要時在最右方會加上「NOW NEWS ALERT」顯示最新消息。[來源請求]
- now直播台部份時間無旁白直播，較多為直播金鐘現場情況，另外於10月21日直播政府與學聯在香港醫學專科學院進行的公開對話，以及其後的記者會。[來源請求]

亞洲電視
- 當時還是香港本地免費電視營辦商的亞洲電視，於9月28日下午約5時35分在本港台播出5分鐘的《特別新聞報導》，及後警方向佔據夏愨道人士施放催淚氣體，《六點鐘新聞》提早至17:57開始播放，片頭播映後立刻播放現場情況，由記者金玲彤及陳苑蓉作現場突發報導，未有顯示新聞廠房及主播畫面。下午6時14分才開始播放正常新聞，同時以三視窗形式展示現場畫面，並延至約6時50分完結。當日的《夜間新聞》亦提前至晚上10時59分播出，於11時50分結束。[來源請求]

香港電台
- 港台電視32部份時間無旁白直播。[來源請求]
- 香港電台第一台9月28日的《傍晚新聞天地》延長至下午約6時40分結束，而當日的《晚間新聞天地》延長至晚上約10時半結束。[來源請求]
- 香港電台第一台9月28日晚上約10時35分至11時播出特備新聞節目《佔中衝撃特輯》。[來源請求]
- 香港電台第一台9月29日的《傍晚新聞天地》及9月29日、10月3日、12月11日的《晚間新聞天地》播出時間均延長至1小時。[來源請求]
- 香港電台負責製作政府與學聯在黃竹坑醫學專科學院大樓的電視對話，並發放直播訊號，以及在港台電視32及香港電台第一台直播對話現場及其後的記者會。[來源請求]

商業電台
- 商業電台叱咤903在9月29日至11月3日凌晨期間改為每半小時播出一節新聞，並聯播雷霆881晨早、午間、傍晚及晚間《新聞專輯》。而9月29日至10月3日的《午間新聞專輯》9月28日至10月13日的傍晚及晚間《新聞專輯》均延長至約40-45分鐘播出，9月29日的《傍晚新聞專輯》更延長至55分鐘播出。[來源請求]
- 雷霆881及叱咤903在9月29日所有節目形式均改為以清談或音樂節目為主，9月30日回復正常安排。[來源請求]
- 叱咤903在9月29日晚上11時至深夜12時及9月30日凌晨12時45分至1時正播出由急急子及森美主持的特備節目《903來吧！對話》。[來源請求]
- 雷霆881及叱咤903在10月21日下午6時直播《動口不動手 敢說敢聽》，直播政府與學聯在香港醫學專科學院進行的公開對話，當日的《傍晚新聞專輯》改為晚上8時播出，而叱咤903當日沒有聯播該節新聞。[來源請求]

網絡媒體
- 東方報業集團東網電視ontv在天橋上對一個路口進行現場直播[331]。
- 蘋果日報以YouTube直播各區示威情況[332]。

## 後續法律審判與制裁
2017年3月27日，佔領中環運動發起人戴耀廷、陳健民、朱耀明，立法會議員陳淑莊、邵家臻，前香港中文大學學生會會長張秀賢，時任學聯常委鍾耀華，社民連副主席黃浩銘和民主黨前立法會議員李永達9人被落案起訴串謀公眾妨擾等罪名，案件於2019年4月9日於西九龍裁判法院作出裁決，九名被告皆有控罪被裁定罪名成立。
| 控罪                              | 第一被告 戴耀廷 | 第二被告 陳健民 | 第三被告 朱耀明 | 第四被告 陳淑莊 | 第五被告 邵家臻 | 第六被告 張秀賢 | 第七被告 鍾耀華 |
| --------------------------------- | --------------- | --------------- | --------------- | --------------- | --------------- | --------------- | --------------- |
| 串謀作出公眾妨擾罪 （中環）       | 罪名成立        | 罪名成立        | 罪名成立        | 不適用          | 不適用          | 不適用          | 不適用          |
| 煽惑他人作出公眾妨擾 （添美道）   | 罪名成立        | 罪名成立        | 罪名不成立      | 罪名成立        | 罪名成立        | 罪名成立        | 罪名成立        |
| 煽惑他人煽惑公眾妨擾罪 （添美道） | 罪名不成立      | 罪名不成立      | 罪名不成立      | 罪名成立        | 罪名成立        | 罪名成立        | 罪名成立        |

- 第八被告黃浩銘被控於分域碼頭街干犯「煽惑他人作出公眾妨擾」及「煽惑他人煽惑公眾妨擾罪」被裁定罪名成立
- 第九被告李永達夏慤道近添美道干犯「煽惑他人作出公眾妨擾」被裁定罪名成立。
- 《HKSAR v. TAI YIU TING AND OTHERS （页面存档备份，存于）》（香港司法機構判案書，2019年4月9日）
- 《PRESS SUMMARY（页面存档备份，存于）》（香港司法機構，2019年4月9日）

4月24日，8名被告判刑，惟第四被告陳淑莊因為罹患腦瘤申請押後判刑，獲批准押後到6月11日。
|      | 第一被告 戴耀廷 | 第二被告 陳健民 | 第三被告 朱耀明      | 第四被告 陳淑莊     | 第五被告 邵家臻 | 第六被告 張秀賢   | 第七被告 鍾耀華     | 第八被告 黃浩銘 | 第九被告 李永達     |
| ---- | --------------- | --------------- | -------------------- | ------------------- | --------------- | ----------------- | ------------------- | --------------- | ------------------- |
| 判刑 | 判囚16個月      | 判囚16個月      | 判囚16個月， 緩刑2年 | 判囚8個月， 緩刑2年 | 判囚8個月       | 200小時社會服務令 | 判囚8個月， 緩刑2年 | 判囚8個月       | 判囚8個月， 緩刑2年 |

## 外部連結
- 讓愛與和平佔領中環的Facebook專頁
- 讓愛與和平佔領中環官方網頁（页面存档备份，存于）（繁體中文）
- The Umbrella Revolution on YouTube （页面存档备份，存于）
- 2012榮耀盼望 Vol.244 香港佔中事件分析與美國佔領一個國家的12個步驟（页面存档备份，存于）
- Occupy Central: USA's 12 Steps to Bring China into WW3 (English subtitles)（页面存档备份，存于）
- 佔領中環集會記錄 2014年9月29日-30日 （页面存档备份，存于）
- 佔領中環金鐘清場記錄 2014年12月11日 2:20-6:20PM（页面存档备份，存于）
- 雨傘運動（页面存档备份，存于） 新報人 (香港浸會大學新聞系學生作品庫)
- 佔中（页面存档备份，存于） 新報人 (香港浸會大學新聞系學生作品庫)
- Umbrella Movement（页面存档备份，存于） The Young Reporter (HKBU Journalism Student Publication Archive)
- Occupy Central（页面存档备份，存于） The Young Reporter (HKBU Journalism Student Publication Archive)